# Elton John/Auszeichnungen für Musikverkäufe

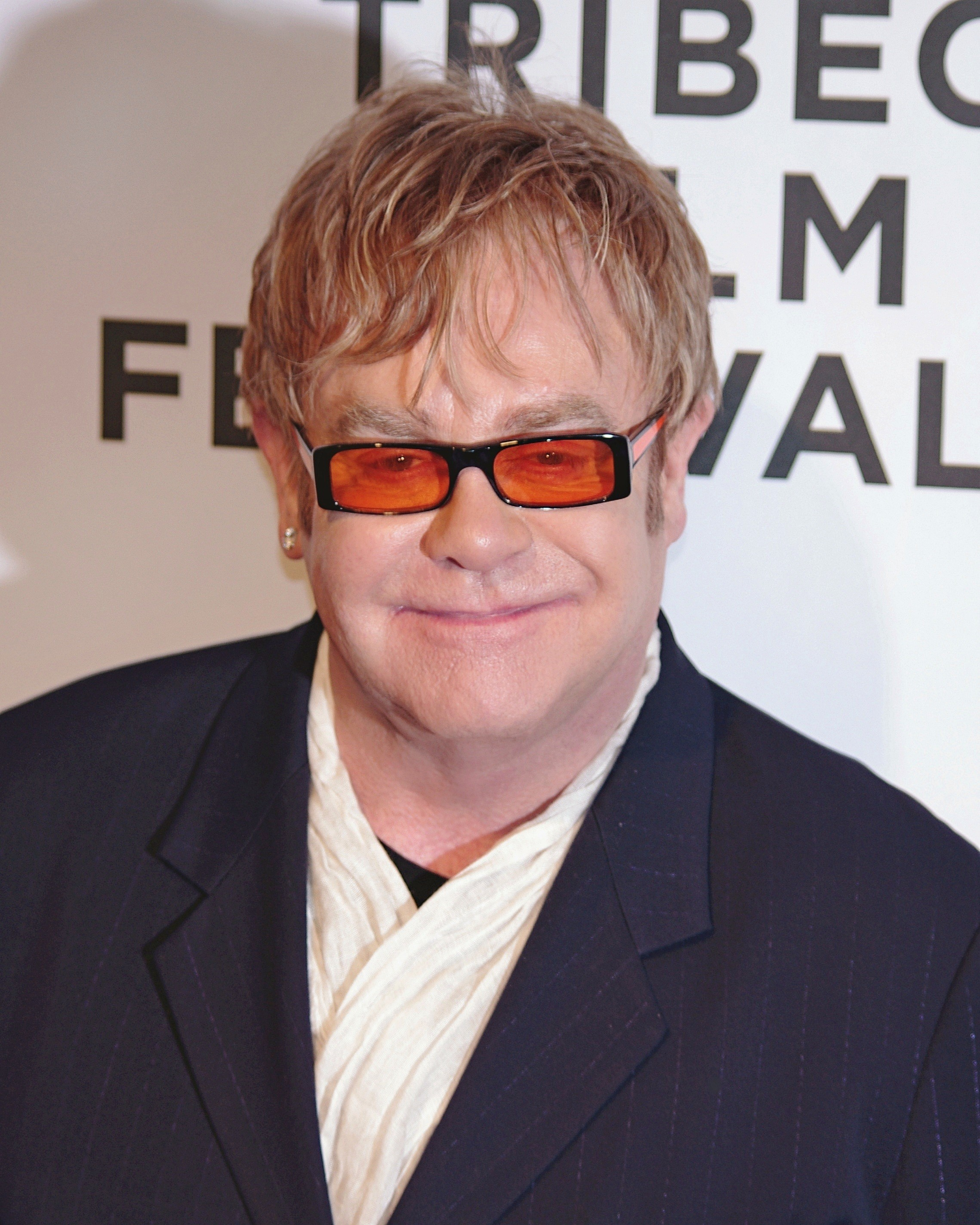
Elton John in New York City (2011)

Dies ist eine Übersicht über die Auszeichnungen für Musikverkäufe des britischen Sängers, Komponisten und Pianisten Elton John. Die Auszeichnungen finden sich nach ihrer Art (Gold, Platin usw.), nach Staaten getrennt in chronologischer Reihenfolge, geordnet sowie nach den Tonträgern selbst, ebenfalls in chronologischer Reihenfolge, getrennt nach Medium (Alben, Singles usw.), wieder.

## Auszeichnungen
| - Frankreich - 1986: für die Single Nikita - 1989: für die Single Sacrifice - 1992: für die Single Don’t Let the Sun Go Down on Me (1991) - 1994: für die Single Can You Feel the Love Tonight - Vereinigtes Königreich - 1979: für die Single Song for Guy - 1979: für die Single Part Time Love - 1979: für das Album Here and There - 1982: für das Album Jump Up! - 1983: für die Single I’m Still Standing (Physisch) - 1984: für die Single Passengers - 1985: für das Album The Fox - 1985: für die Single Nikita - 1988: für das Album Reg Strikes Back - 1993: für die Single True Love - 2010: für das Album The Union - 2013: für das Album The Captain & the Kid - 2013: für das Album Captain Fantastic and the Brown Dirt Cowboy (WV 1993) - 2013: für die Single Tiny Dancer (Hold Me Closer) - 2014: für das Album The Diving Board - 2017: für das Album Madman Across the Water - 2017: für das Album The Lion King - 2018: für die Autorenbeteiligung Circle of Life (Carmen Twillie) - 2019: für die Autorenbeteiligung Can You Feel the Love Tonight (Ernie Sabella & Joseph Williams) - 2021: für das Album Tumbleweed Connection - 2021: für die Single Daniel - 2024: für das Album Honky Château - 2024: für die Single Don’t Let the Sun Go Down on Me (1974) - 2025: für die Single Sorry Seems to Be the Hardest Word - 2025: für das Album Don’t Shoot Me I’m Only the Piano Player - 2025: für die Single I Want Love - Australien - 1976: für die Single Don’t Go Breaking My Heart - 1990: für das Album Reg Strikes Back - 1990: für die Single Sacrifice - 1993: für das Album Duets - 1994: für die Single Can You Feel the Love Tonight - 2000: für das Album One Night Only – The Greatest Hits - 2001: für das Album Songs from the West Coast - 2004: für das Videoalbum Goodbye Yellow Brick Road - 2006: für das Videoalbum From Russia With Elton - 2007: für das Videoalbum Elton 60 – Live at Madison Square Garden - 2022: für die Single Hold Me Closer - Belgien - 1986: für das Album Ice on Fire - 1986: für die Single Nikita - 1990: für das Album Sleeping with the Past - 1998: für das Album The Big Picture - 2003: für die Single Sorry Seems to Be the Hardest Word (2002) - 2007: für das Album Rocket Man – The Definitive Hits - 2023: für die Single Hold Me Closer - Brasilien - 1990: für das Album Sleeping with the Past - 1991: für das Album The Very Best of Elton John - 2004: für das Videoalbum Live World Tour 1992 - 2005: für das Album Greatest Hits 1970-2002 - 2009: für das Album Rocket Man – The Definitive Hits - 2024: für die Single Nikita - 2024: für die Single Hold Me Closer - 2024: für die Single Your Song - 2024: für die Autorenbeteiligung Your Song (Ellie Goulding) - 2024: für die Single Sacrifice - 2024: für die Single All of the Lights - Dänemark - 2007: für das Album Peachtree Road - 2018: für die Autorenbeteiligung Your Song (Ellie Goulding) - 2019: für die Single Can You Feel the Love Tonight - 2020: für die Single Ghetto Gospel - 2023: für die Single Goodbye Yellow Brick Road - 2023: für die Single Sacrifice - 2024: für das Album Goodbye Yellow Brick Road - 2024: für die Single Don’t Let the Sun Go Down on Me (1991) - 2024: für die Single Nikita - Deutschland - 1982: für das Album Your Songs (1982) - 1984: für das Album Too Low for Zero - 1986: für das Album Ice on Fire - 1990: für das Album Sleeping with the Past - 1992: für das Album The One - 1995: für die Single Circle of Life - 1995: für das Album Made in England - 2018: für die Single Ghetto Gospel - 2023: für die Single Merry Christmas - 2023: für die Single Rocket Man (I Think It’s Going to Be a Long, Long Time) - 2023: für das Album Diamonds - 2023: für die Single All of the Lights - 2024: für die Single Your Song - Finnland - 1990: für das Album The Very Best of Elton John - 1998: für das Album The Big Picture - 2022: für das Album The Lockdown Sessions - Frankreich - 1977: für das Album Blue Moves - 1979: für das Album A Single Man - 1979: für das Album Greatest Hits - 1984: für das Album 21 at 33 - 1984: für das Album Too Low for Zero - 1986: für das Album Ice on Fire - 1989: für das Album Reg Strikes Back - 1997: für das Album The Big Picture - 2002: für die Single Sorry Seems to Be the Hardest Word (2002) - 2004: für das Album Greatest Hits 1970-2002 - 2024: für die Single Merry Christmas - Hongkong - 1997: für das Album The Big Picture - Italien - 1984: für das Album Too Low for Zero - 2016: für das Album Rocket Man – The Definitive Hits - 2021: für die Single Tiny Dancer - 2023: für die Single Don’t Go Breaking My Heart - 2023: für das Album The Lockdown Sessions - 2023: für die Single Merry Christmas - 2024: für die Single Sacrifice - 2024: für das Album Diamonds - 2024: für die Single All of the Lights - 2024: für die Single Step into Christmas - Japan - 1994: für das Album The Lion King - 1995: für das Album The Very Best of Elton John - 1995: für das Album Made in England - 1995: für die Single Can You Feel the Love Tonight - 1995: für das Album Love Songs - 1996: für das Album Your Songs (1985) - 1996: für die Single Your Song - Kanada - 1976: für die Single Island Girl - 1976: für das Album Here and There - 1977: für die Single Sorry Seems to Be the Hardest Word - 1977: für das Album Blue Moves - 1979: für das Album Victim of Love - 1980: für die Single Little Jeannie - 1980: für das Album 21 at 33 - 1992: für das Album To Be Continued … - 2001: für das Album One Night Only – The Greatest Hits - 2002: für das Album Songs from the West Coast - 2011: für das Album The Union - 2022: für die Single Hold Me Closer - 2022: für die Single Merry Christmas - Mexiko - 1992: für das Album The One - 2000: für das Album Love Songs - 2017: für das Album The Lion King - Neuseeland - 1981: für das Album 21 at 33 - 1986: für das Album Leather Jackets - 1995: für das Album Made in England - 2023: für die Single Merry Christmas - 2024: für das Album Elton John - 2024: für das Album Rock of the Westies - Niederlande - 1977: für das Album Blue Moves - 1979: für das Album A Single Man - 1986: für das Album Ice on Fire - 1990: für das Album Sleeping with the Past - 2003: für die Single Sorry Seems to Be the Hardest Word (2002) - 2005: für das Album The Lion King (Mercury) - Norwegen - 2002: für das Album Songs from the West Coast - Österreich - 1987: für die Single Nikita - 1987: für das Album Ice on Fire - 1995: für die Single Can You Feel the Love Tonight - 1998: für das Album The Big Picture - 2000: für das Album One Night Only – The Greatest Hits - 2002: für das Album Greatest Hits 1970-2002 - 2024: für die Single Rocket Man (I Think It’s Going to Be a Long, Long Time) - 2024: für das Album Diamonds - Polen - 1997: für das Album Love Songs - 1995: für das Album The Lion King - Schweden - 1995: für das Album The Lion King - 1995: für das Album Made in England - 1997: für das Album The Big Picture - 2001: für das Album Songs from the West Coast - 2002: für das Album Greatest Hits 1970-2002 - 2007: für das Album Rocket Man – The Definitive Hits - Schweiz - 1984: für das Album Too Low for Zero - 1986: für das Album Breaking Hearts - 1986: für das Album Leather Jackets - 1986: für die Single Nikita - 2000: für das Album One Night Only – The Greatest Hits - 2001: für das Album Songs from the West Coast - 2002: für das Album Greatest Hits 1970-2002 - 2003: für die Single Sorry Seems to Be the Hardest Word (2002) - 2004: für das Album Peachtree Road - 2006: für das Videoalbum One Night Only – The Greatest Hits - 2021: für die Single Cold Heart (Pnau Remix) - 2022: für das Album The Lockdown Sessions - 2022: für die Single Hold Me Closer - Spanien - 2003: für das Album Greatest Hits 1970-2002 - Ungarn - 2000: für das Album Love Songs - Vereinigte Staaten - 1971: für das Album Elton John - 1971: für das Album Friends - 1974: für die Single Don’t Let the Sun Go Down on Me (1974) - 1975: für die Single Lucy in the Sky with Diamonds - 1975: für die Single Someone Saved My Life Tonight - 1977: für die Single Sorry Seems to Be the Hardest Word - 1979: für die Single Mama Can’t Buy You Love - 1980: für die Single Little Jeannie - 1980: für das Album 21 at 33 - 1982: für das Album Jump Up! - 1986: für das Album Ice on Fire - 1988: für das Album Reg Strikes Back - 1992: für die Single Don’t Let the Sun Go Down on Me (1991) - 1993: für das Videoalbum Live World Tour 1992 - 1995: für die Single The Bitch Is Back - 1995: für das Album Your Songs (1985) - 1999: für die Single Written in the Stars - 2001: für das Album One Night Only – The Greatest Hits - 2001: für das Album Songs from the West Coast - 2004: für das Album Peachtree Road - 2018: für die Autorenbeteiligung Your Song (Ellie Goulding) - 2020: für die Single Circle of Life - 2021: für die Single Step into Christmas - 2024: für die Single Merry Christmas - 2024: für die Single Sacrifice - 2024: für das Lied Mona Lisas and Mad Hatters - Vereinigtes Königreich - 1974: für das Album Caribou - 1975: für das Album Captain Fantastic and the Brown Dirt Cowboy - 1975: für das Album Rock of the Westies - 1976: für die Single Don’t Go Breaking My Heart (Physisch) - 1976: für das Album Blue Moves - 1977: für das Album Elton John’s Greatest Hits Volume II - 1978: für das Album A Single Man - 1984: für das Album Breaking Hearts - 1986: für das Album Leather Jackets - 1992: für das Album The One - 1995: für das Album Made in England - 2004: für das Album Peachtree Road - 2013: für das Videoalbum One Night Only – The Greatest Hits - 2020: für die Single Sorry Seems to Be the Hardest Word (2002) - 2020: für die Single Don’t Let the Sun Go Down on Me (1991) - 2021: für das Album The Lockdown Sessions - 2022: für das Album Rocketman: Music from the Motion Picture - 2023: für die Single Saturday Night’s Alright for Fighting - 2023: für die Single Candle in the Wind - 2024: für die Single Circle of Life | - Frankreich - 1994: für das Album Duets - 1995: für das Album Made in England - Indonesien - 1996: für das Album Love Songs - Argentinien - 1992: für das Album The One - 2001: für das Videoalbum Live World Tour 1992 - Australien - 1976: für das Album Blue Moves - 1980: für das Album 21 at 33 - 1982: für das Album Jump Up! - 1990: für das Album Live in Australia with the Melbourne Symphony Orchestra - 1997: für das Album The Big Picture - 2005: für die Single Ghetto Gospel - 2016: für die Single Don’t Let the Sun Go Down on Me (1991) - 2023: für die Single Step into Christmas - Belgien - 1995: für das Album The Lion King - 1998: für das Album Love Songs - Brasilien - 1996: für das Album Love Songs - 1997: für die Single Candle in the Wind 1997 - 2005: für das Videoalbum Greatest Hits 1970-2002 - 2006: für das Videoalbum One Night Only – The Greatest Hits - 2008: für das Videoalbum Elton 60 – Live at Madison Square Garden - Chile - 1996: für das Album Love Songs - Dänemark - 1992: für das Album The One - 1994: für das Album Duets - 2003: für das Album Greatest Hits 1970-2002 - 2007: für das Album Songs from the West Coast - 2007: für das Album Rocket Man – The Definitive Hits - 2020: für das Album The Lion King - 2021: für die Single Your Song - 2022: für die Single Rocket Man (I Think It’s Going to Be a Long, Long Time) - 2022: für die Single All of the Lights - 2023: für die Single Don’t Go Breaking My Heart - 2024: für die Single Step into Christmas - 2024: für die Single Merry Christmas - 2025: für die Single Hold Me Closer - 2025: für die Single Tiny Dancer - Deutschland - 1997: für das Album Love Songs - 2022: für das Album Greatest Hits 1970-2002 - 2024: für die Single I’m Still Standing - Europa - 1992: für das Album The One - 1996: für das Album Made in England - 1997: für das Album The Big Picture - 2001: für das Album Songs from the West Coast - 2014: für das Album One Night Only – The Greatest Hits - Finnland - 1996: für das Album Love Songs - 1997: für die Single Candle in the Wind 1997 - Frankreich - 1990: für das Album Sleeping with the Past - 1993: für das Album The One - 1995: für das Album The Lion King - 2024: für die Single Hold Me Closer - Irland - 2007: für das Album Rocket Man – The Definitive Hits - Italien - 1991: für das Album The Very Best of Elton John - 2019: für die Single Rocket Man - 2024: für die Single Hold Me Closer - 2024: für die Single I’m Still Standing - Japan - 2000: für das Album Greatest Hits - Kanada - 1976: für das Album Rock of the Westies - 1976: für die Single Don’t Go Breaking My Heart - 1979: für das Album A Single Man - 1984: für das Album Too Low for Zero - 1993: für das Album Duets - 1997: für das Album The Big Picture - 2006: für das Videoalbum Dream Ticket - Neuseeland - 1979: für das Album A Single Man - 1982: für das Album The Very Best of Elton John (1980) - 1982: für das Album Jump Up! - 1985: für das Album Breaking Hearts - 1986: für das Album Ice on Fire - 1988: für das Album Live in Australia with the Melbourne Symphony Orchestra - 1993: für das Album The One - 1994: für das Album Duets - 1994: für die Single Can You Feel the Love Tonight - 1998: für das Album The Big Picture - 2001: für das Album One Night Only – The Greatest Hits - 2004: für das Videoalbum One Night Only – The Greatest Hits - 2009: für das Album Rocket Man – The Definitive Hits - 2021: für die Single Candle in the Wind - 2021: für die Single Don’t Let the Sun Go Down on Me (1991) - 2022: für das Album The Lockdown Sessions - 2022: für die Single Daniel - 2024: für die Single Step into Christmas - Niederlande - 1992: für die Single Don’t Let the Sun Go Down on Me (1991) - 1995: für das Album The Lion King (Mercury) - 1996: für das Album Love Songs - Norwegen - 1994: für das Album The One - 1994: für das Album Duets - 1998: für das Album The Big Picture - 2003: für das Album Greatest Hits 1970-2002 - 2007: für das Album Rocket Man – The Definitive Hits - 2013: für die Autorenbeteiligung Your Song (Ellie Goulding) - Österreich - 1992: für das Album The One - 1994: für das Album Duets - 1995: für das Album Made in England - 1995: für das Album The Lion King - 1996: für das Album Love Songs - 2024: für die Single Don’t Go Breaking My Heart - 2024: für die Single Your Song - 2024: für die Single I’m Still Standing - 2024: für die Single Hold Me Closer - Polen - 1986: für die Single Nikita - 1999: für die Single Candle in the Wind 1997 - 2023: für die Single Hold Me Closer - 2024: für die Single Merry Christmas - Portugal - 1996: für das Album Love Songs - Russland - 2007: für das Album Rocket Man – The Definitive Hits - Schweden - 1989: für das Album Ice on Fire - 1992: für das Album The Very Best of Elton John - 1995: für die Single Can You Feel the Love Tonight - 1996: für das Album Love Songs - Schweiz - 1994: für das Album Duets - 1995: für das Album Made in England - 1997: für das Album The Big Picture - 2024: für die Single Merry Christmas - Spanien - 1990: für das Album Sleeping with the Past - 1992: für das Album The One - 1993: für das Album Duets - 1995: für das Album Made in England - 1996: für das Album Love Songs - 1998: für das Album The Big Picture - 2024: für die Single Don’t Go Breaking My Heart - 2024: für die Single Rocket Man (I Think It’s Going to Be a Long, Long Time) - 2024: für die Single Hold Me Closer - 2024: für die Single Sacrifice - Südafrika - 1996: für das Album Love Songs - Vereinigte Staaten - 1976: für das Album Blue Moves - 1978: für das Album A Single Man - 1990: für das Album Sleeping with the Past - 1993: für das Album Rock of the Westies - 1994: für das Album Duets - 1995: für das Album Made in England - 1995: für die Single Philadelphia Freedom - 1995: für die Single Bennie and the Jets - 1995: für die Single Crocodile Rock - 1995: für die Single Island Girl - 1995: für das Album Honky Château - 1995: für das Album Live in Australia with the Melbourne Symphony Orchestra - 1995: für das Album Too Low for Zero - 1998: für das Album The Big Picture - 1998: für das Album Here and There - 1998: für das Album Tumbleweed Connection - 1998: für das Album Breaking Hearts - 2002: für das Videoalbum One Night Only – The Greatest Hits - 2018: für die Single Can You Feel the Love Tonight - 2018: für die Single Daniel - 2018: für die Single I Guess That’s Why They Call It the Blues - 2024: für die Single Hold Me Closer - 2024: für die Single Saturday Night’s Alright for Fighting - 2024: für die Single Levon - Vereinigtes Königreich - 1975: für das Album Greatest Hits - 1983: für das Album Too Low for Zero - 1986: für das Album Ice on Fire - 1990: für die Single Sacrifice - 1993: für das Album Duets - 1994: für das Album The Lion King - 1997: für das Album The Big Picture - 2000: für das Album One Night Only – The Greatest Hits - 2010: für das Album Rocket Man – The Definitive Hits - 2018: für die Single Ghetto Gospel - 2022: für die Single Are You Ready for Love (Remix) - 2023: für die Single Can You Feel the Love Tonight - 2023: für die Single Crocodile Rock - 2023: für die Single Goodbye Yellow Brick Road - 2023: für die Single Merry Christmas - 2024: für die Single Bennie and the Jets - 2024: für die Single I Guess That’s Why They Call It the Blues - 2025: für die Single Hold Me Closer - Deutschland - 2023: für die Single Cold Heart (Pnau Remix) - Argentinien - 1995: für das Album Love Songs - Australien - 1992: für das Album The One - 2005: für das Album Greatest Hits 1970-2002 - 2005: für das Videoalbum Live World Tour 1992 - 2015: für die Single All of the Lights - 2020: für die Single I’m Still Standing - Dänemark - 2024: für die Single I’m Still Standing - Deutschland - 1992: für das Album The Very Best of Elton John - Europa - 2003: für das Album Greatest Hits 1970-2002 - Frankreich - 1996: für das Album Love Songs - Italien - 1990: für das Album Sleeping with the Past - 1993: für das Album The One - 2024: für die Single Your Song - Kanada - 1978: für das Album Elton John’s Greatest Hits Volume II - 1988: für das Album Reg Strikes Back - 1990: für das Album Sleeping with the Past - 1991: für das Album Live in Australia with the Melbourne Symphony Orchestra - 1995: für das Album Made in England - 1996: für das Album Love Songs - 2023: für die Single Step into Christmas - Neuseeland - 1986: für die Single Nikita - 1984: für das Album Too Low for Zero - 1991: für das Album Sleeping with the Past - 2023: für die Single Goodbye Yellow Brick Road - 2023: für die Single I Guess That’s Why They Call It the Blues - 2024: für die Single Ghetto Gospel - 2024: für die Single Crocodile Rock - Niederlande - 1986: für die Single Nikita - 1995: für das Album The Very Best of Elton John - Norwegen - 1998: für das Album Love Songs - 2022: für die Single Cold Heart (Pnau Remix) - Österreich - 2025: für die Single Merry Christmas - Polen - 2023: für das Album The Lockdown Sessions - Schweiz - 1989: für das Album Ice on Fire - 1990: für das Album Sleeping with the Past - 1993: für das Album The One - 1995: für das Album The Lion King - 1997: für das Album Love Songs - Spanien - 2024: für die Single Your Song - 2025: für die Single I’m Still Standing - Taiwan - 1996: für das Album Love Songs - Vereinigte Staaten - 1993: für das Album Caribou - 1993: für das Album The One - 1995: für das Album Elton John’s Greatest Hits Volume III, 1979-1987 - 1998: für das Album Greatest Hits 1976–1986 - 2009: für das Videoalbum The Red Piano - 2011: für das Videoalbum #1s Rocket Man - 2016: für das Album To Be Continued … - 2020: für die Single Goodbye Yellow Brick Road - 2023: für das Album Diamonds - 2024: für die Single I’m Still Standing - 2024: für die Single Don’t Go Breaking My Heart - Vereinigtes Königreich - 2002: für das Album Songs from the West Coast - 2021: für die Autorenbeteiligung Your Song (Ellie Goulding) - 2022: für das Album Goodbye Yellow Brick Road - 2022: für die Single All of the Lights - 2024: für die Single Don’t Go Breaking My Heart (Digital) | - Mexiko - 2022: für die Single Cold Heart (Pnau Remix) - Australien - 1997: für das Album Love Songs - 2015: für das Album Rocket Man – The Definitive Hits - 2020: für das Album Goodbye Yellow Brick Road - 2023: für das Album Diamonds - Belgien - 1995: für das Album The Very Best of Elton John - Dänemark - 2023: für die Single Cold Heart (Pnau Remix) - Deutschland - 1996: für das Album The Lion King - Europa - 1996: für das Album The Lion King - Finnland - 2022: für die Single Cold Heart (Pnau Remix) - Frankreich - 2025: für das Album Diamonds - Griechenland - 2024: für die Single Cold Heart (Pnau Remix) - Hongkong - 1996: für das Album Love Songs - Kanada - 1993: für das Album The One - Neuseeland - 1994: für das Album Goodbye Yellow Brick Road - 2003: für das Album Greatest Hits 1970-2002 - Österreich - 1995: für das Album The Very Best of Elton John - Schweden - 2022: für die Single Cold Heart (Pnau Remix) - Spanien - 1991: für das Album The Very Best of Elton John - Vereinigte Staaten - 1993: für das Album Captain Fantastic and the Brown Dirt Cowboy - 1995: für das Album Don’t Shoot Me I’m Only the Piano Player - 2000: für das Album Love Songs - 2011: für das Videoalbum Elton 60 – Live at Madison Square Garden - 2017: für das Album Rocket Man – The Definitive Hits - 2024: für die Single Your Song - 2024: für das Album Madman Across the Water - Vereinigtes Königreich - 1990: für das Album Sleeping with the Past - 1997: für das Album Love Songs - 2023: für die Single Your Song - 2023: für die Single Step into Christmas - 2024: für die Single I’m Still Standing (Digital) - 2024: für die Single Rocket Man (I Think It’s Going to Be a Long, Long Time) - 2024: für die Single Tiny Dancer - Australien - 1990: für das Album Sleeping with the Past - 1995: für das Album The Lion King - 2007: für das Videoalbum One Night Only – The Greatest Hits - Italien - 2023: für die Single Cold Heart (Pnau Remix) - Japan - 1997: für die Single Candle in the Wind 1997 - Kanada - 2005: für das Album Greatest Hits 1970-2002 - 2025: für das Album Diamonds - Neuseeland - 1995: für das Album The Lion King - 2023: für das Album Diamonds - 2024: für die Single Don’t Go Breaking My Heart - 2024: für die Single Your Song - 2025: für die Single All of the Lights - 2025: für die Single Bennie and the Jets - 2025: für die Single I’m Still Standing - Norwegen - 1998: für das Album The Very Best of Elton John - Österreich - 2024: für die Single Cold Heart (Pnau Remix) - Schweiz - 1994: für das Album The Very Best of Elton John - Spanien - 1998: für die Single Candle in the Wind 1997 - 2000: für das Album One Night Only – The Greatest Hits - Vereinigte Staaten - 2024: für die Single Bennie and the Jets (Digital) - 2024: für die Single Cold Heart (Pnau Remix) - Vereinigtes Königreich - 2024: für die Single Cold Heart (Pnau Remix) - Australien - 1984: für das Album Too Low for Zero - Europa - 1992: für das Album The Very Best of Elton John - 1999: für das Album Love Songs - Neuseeland - 1998: für das Album Love Songs - Vereinigte Staaten - 1998: für das Album Elton John’s Greatest Hits Volume II - 2024: für die Single Tiny Dancer - 2024: für die Single Rocket Man (I Think It’s Going to Be a Long, Long Time) - Vereinigtes Königreich - 2014: für das Album Greatest Hits 1970-2002 - Australien - 1997: für das Album The Very Best of Elton John - Neuseeland - 2025: für die Single Tiny Dancer - Niederlande - 1997: für die Single Candle in the Wind 1997 - Portugal - 2024: für die Single Cold Heart (Pnau Remix) - Österreich - 1997: für die Single Candle in the Wind 1997 - Spanien - 2025: für die Single Cold Heart (Pnau Remix) - Vereinigte Staaten - 2016: für das Album Greatest Hits 1970-2002 - Vereinigtes Königreich - 2025: für das Album Diamonds - Australien - 2020: für die Single Tiny Dancer - Schweden - 1997: für die Single Candle in the Wind 1997 - Tschechien - 1997: für die Single Candle in the Wind 1997 - Vereinigte Staaten - 2024: für die Single All of the Lights - Neuseeland - 2025: für die Single Rocket Man (I Think It’s Going to Be a Long, Long Time) - Norwegen - 1997: für die Single Candle in the Wind 1997 - Vereinigte Staaten - 2014: für das Album Goodbye Yellow Brick Road - Belgien - 1998: für die Single Candle in the Wind 1997 - Deutschland - 1998: für die Single Candle in the Wind 1997 - Neuseeland - 1998: für das Album The Very Best of Elton John - 2025: für die Single Cold Heart (Pnau Remix) - Schweiz - 1997: für die Single Candle in the Wind 1997 - Vereinigtes Königreich - 1995: für das Album The Very Best of Elton John - 1997: für die Single Candle in the Wind 1997 - Vereinigte Staaten - 1997: für die Single Candle in the Wind 1997 - Vereinigte Staaten - 2005: für das Videoalbum Dream Ticket - Australien - 1997: für die Single Candle in the Wind 1997 - Australien - 2025: für die Single Cold Heart (Pnau Remix) - Neuseeland - 1997: für die Single Candle in the Wind 1997 - Vereinigte Staaten - 2016: für das Album Greatest Hits - Kanada - 1997: für die Single Candle in the Wind 1997 - Frankreich - 1994: für das Album The Very Best of Elton John - 1997: für die Single Candle in the Wind 1997 - 2022: für die Single Cold Heart (Pnau Remix) - Kanada - 1988: für das Album Greatest Hits - 1995: für das Album The Lion King - 2024: für die Single Cold Heart (Pnau Remix) - Polen - 2022: für die Single Cold Heart (Pnau Remix) - Vereinigte Staaten - 1995: für das Album The Lion King - Brasilien - 2024: für die Single Cold Heart (Pnau Remix) |

## Auszeichnungen nach Alben

### Elton John
| Land/Region                  | Auszeichnungen für Musikverkäufe (Land/Region, Auszeichnung, Verkäufe) | Verkäufe  |
| ---------------------------- | ---------------------------------------------------------------------- | --------- |
| Neuseeland (RMNZ)            | Gold                                                                   | 7.500     |
| Vereinigte Staaten (RIAA)    | Gold                                                                   | 500.000   |
| Vereinigtes Königreich (BPI) | —                                                                      | 1.000.000 |
| Insgesamt                    | 2× Gold ·                                                              | 1.507.500 |

### Tumbleweed Connection
| Land/Region                  | Auszeichnungen für Musikverkäufe (Land/Region, Auszeichnung, Verkäufe) | Verkäufe  |
| ---------------------------- | ---------------------------------------------------------------------- | --------- |
| Vereinigte Staaten (RIAA)    | Platin                                                                 | 1.000.000 |
| Vereinigtes Königreich (BPI) | Silber                                                                 | 1.000.000 |
| Insgesamt                    | 1× Silber · 1× Platin ·                                                | 2.000.000 |

### Friends
| Land/Region                  | Auszeichnungen für Musikverkäufe (Land/Region, Auszeichnung, Verkäufe) | Verkäufe  |
| ---------------------------- | ---------------------------------------------------------------------- | --------- |
| Vereinigte Staaten (RIAA)    | Gold                                                                   | 500.000   |
| Vereinigtes Königreich (BPI) | —                                                                      | 1.000.000 |
| Insgesamt                    | 1× Gold ·                                                              | 1.500.000 |

### Madman Across the Water
| Land/Region                  | Auszeichnungen für Musikverkäufe (Land/Region, Auszeichnung, Verkäufe) | Verkäufe  |
| ---------------------------- | ---------------------------------------------------------------------- | --------- |
| Vereinigte Staaten (RIAA)    | 3× Platin                                                              | 3.000.000 |
| Vereinigtes Königreich (BPI) | Silber                                                                 | 1.000.000 |
| Insgesamt                    | 1× Silber · 3× Platin ·                                                | 4.000.000 |

### Honky Château
| Land/Region                  | Auszeichnungen für Musikverkäufe (Land/Region, Auszeichnung, Verkäufe) | Verkäufe  |
| ---------------------------- | ---------------------------------------------------------------------- | --------- |
| Vereinigte Staaten (RIAA)    | Platin                                                                 | 1.000.000 |
| Vereinigtes Königreich (BPI) | Silber                                                                 | 1.000.000 |
| Insgesamt                    | 1× Silber · 1× Platin ·                                                | 2.000.000 |

### Don’t Shoot Me I’m Only the Piano Player
| Land/Region                  | Auszeichnungen für Musikverkäufe (Land/Region, Auszeichnung, Verkäufe) | Verkäufe  |
| ---------------------------- | ---------------------------------------------------------------------- | --------- |
| Vereinigte Staaten (RIAA)    | 3× Platin                                                              | 3.000.000 |
| Vereinigtes Königreich (BPI) | Silber                                                                 | 1.000.000 |
| Insgesamt                    | 1× Silber · 3× Platin ·                                                | 4.000.000 |

### Goodbye Yellow Brick Road
| Land/Region                  | Auszeichnungen für Musikverkäufe (Land/Region, Auszeichnung, Verkäufe) | Verkäufe  |
| ---------------------------- | ---------------------------------------------------------------------- | --------- |
| Australien (ARIA)            | 3× Platin                                                              | 210.000   |
| Dänemark (IFPI)              | Gold                                                                   | 10.000    |
| Neuseeland (RMNZ)            | 3× Platin                                                              | 45.000    |
| Vereinigte Staaten (RIAA)    | 8× Platin                                                              | 8.000.000 |
| Vereinigtes Königreich (BPI) | 2× Platin                                                              | 1.000.000 |
| Insgesamt                    | 1× Gold · 16× Platin ·                                                 | 9.265.000 |

### Caribou
| Land/Region                  | Auszeichnungen für Musikverkäufe (Land/Region, Auszeichnung, Verkäufe) | Verkäufe  |
| ---------------------------- | ---------------------------------------------------------------------- | --------- |
| Vereinigte Staaten (RIAA)    | 2× Platin                                                              | 2.000.000 |
| Vereinigtes Königreich (BPI) | Gold                                                                   | 100.000   |
| Insgesamt                    | 1× Gold · 2× Platin ·                                                  | 2.100.000 |

### Greatest Hits
| Land/Region                  | Auszeichnungen für Musikverkäufe (Land/Region, Auszeichnung, Verkäufe) | Verkäufe   |
| ---------------------------- | ---------------------------------------------------------------------- | ---------- |
| Frankreich (SNEP)            | Gold                                                                   | 100.000    |
| Japan (RIAJ)                 | Platin                                                                 | 200.000    |
| Kanada (MC)                  | Diamant                                                                | 1.000.000  |
| Vereinigte Staaten (RIAA)    | 17× Platin                                                             | 17.000.000 |
| Vereinigtes Königreich (BPI) | Platin                                                                 | 1.000.000  |
| Insgesamt                    | 1× Gold · 9× Platin · 2× Diamant ·                                     | 19.300.000 |

### Captain Fantastic and the Brown Dirt Cowboy
| Land/Region                  | Auszeichnungen für Musikverkäufe (Land/Region, Auszeichnung, Verkäufe) | Verkäufe  |
| ---------------------------- | ---------------------------------------------------------------------- | --------- |
| Vereinigte Staaten (RIAA)    | 3× Platin                                                              | 3.000.000 |
| Vereinigtes Königreich (BPI) | Gold (Original) · + Silber (Re-issue)                                  | 160.000   |
| Insgesamt                    | 1× Silber · 1× Gold · 3× Platin ·                                      | 3.160.000 |

### Rock of the Westies
| Land/Region                  | Auszeichnungen für Musikverkäufe (Land/Region, Auszeichnung, Verkäufe) | Verkäufe  |
| ---------------------------- | ---------------------------------------------------------------------- | --------- |
| Kanada (MC)                  | Platin                                                                 | 100.000   |
| Neuseeland (RMNZ)            | Gold                                                                   | 7.500     |
| Vereinigte Staaten (RIAA)    | Platin                                                                 | 1.000.000 |
| Vereinigtes Königreich (BPI) | Gold                                                                   | 100.000   |
| Insgesamt                    | 2× Gold · 2× Platin ·                                                  | 1.207.500 |

### Here and There
| Land/Region                  | Auszeichnungen für Musikverkäufe (Land/Region, Auszeichnung, Verkäufe) | Verkäufe  |
| ---------------------------- | ---------------------------------------------------------------------- | --------- |
| Vereinigte Staaten (RIAA)    | Platin                                                                 | 1.000.000 |
| Vereinigtes Königreich (BPI) | Silber                                                                 | 60.000    |
| Insgesamt                    | 1× Silber · 1× Platin ·                                                | 1.060.000 |

### Blue Moves
| Land/Region                  | Auszeichnungen für Musikverkäufe (Land/Region, Auszeichnung, Verkäufe) | Verkäufe  |
| ---------------------------- | ---------------------------------------------------------------------- | --------- |
| Australien (ARIA)            | Platin                                                                 | 50.000    |
| Frankreich (SNEP)            | Gold                                                                   | 100.000   |
| Kanada (MC)                  | Gold                                                                   | 50.000    |
| Niederlande (NVPI)           | Gold                                                                   | 50.000    |
| Vereinigte Staaten (RIAA)    | Platin                                                                 | 1.000.000 |
| Vereinigtes Königreich (BPI) | Gold                                                                   | 100.000   |
| Insgesamt                    | 4× Gold · 2× Platin ·                                                  | 1.350.000 |

### Elton John’s Greatest Hits Volume II
| Land/Region                  | Auszeichnungen für Musikverkäufe (Land/Region, Auszeichnung, Verkäufe) | Verkäufe  |
| ---------------------------- | ---------------------------------------------------------------------- | --------- |
| Vereinigte Staaten (RIAA)    | 5× Platin                                                              | 5.000.000 |
| Vereinigtes Königreich (BPI) | Gold                                                                   | 100.000   |
| Insgesamt                    | 1× Gold · 5× Platin ·                                                  | 5.100.000 |

### A Single Man
| Land/Region                  | Auszeichnungen für Musikverkäufe (Land/Region, Auszeichnung, Verkäufe) | Verkäufe  |
| ---------------------------- | ---------------------------------------------------------------------- | --------- |
| Frankreich (SNEP)            | Gold                                                                   | 100.000   |
| Kanada (MC)                  | Platin                                                                 | 100.000   |
| Neuseeland (RMNZ)            | Platin                                                                 | 20.000    |
| Niederlande (NVPI)           | Gold                                                                   | 50.000    |
| Vereinigte Staaten (RIAA)    | Platin                                                                 | 1.000.000 |
| Vereinigtes Königreich (BPI) | Gold                                                                   | 100.000   |
| Insgesamt                    | 3× Gold · 3× Platin ·                                                  | 1.370.000 |

### Victim of Love
| Land/Region | Auszeichnungen für Musikverkäufe (Land/Region, Auszeichnung, Verkäufe) | Verkäufe |
| ----------- | ---------------------------------------------------------------------- | -------- |
| Kanada (MC) | Gold                                                                   | 50.000   |
| Insgesamt   | 1× Gold ·                                                              | 50.000   |

### 21 at 33
| Land/Region               | Auszeichnungen für Musikverkäufe (Land/Region, Auszeichnung, Verkäufe) | Verkäufe |
| ------------------------- | ---------------------------------------------------------------------- | -------- |
| Australien (ARIA)         | Platin                                                                 | 50.000   |
| Frankreich (SNEP)         | Gold                                                                   | 100.000  |
| Kanada (MC)               | Gold                                                                   | 50.000   |
| Neuseeland (RMNZ)         | Gold                                                                   | 10.000   |
| Vereinigte Staaten (RIAA) | Gold                                                                   | 500.000  |
| Insgesamt                 | 4× Gold · 1× Platin ·                                                  | 710.000  |

### The Very Best of Elton John (1980)
| Land/Region       | Auszeichnungen für Musikverkäufe (Land/Region, Auszeichnung, Verkäufe) | Verkäufe |
| ----------------- | ---------------------------------------------------------------------- | -------- |
| Neuseeland (RMNZ) | Platin                                                                 | 20.000   |
| Insgesamt         | 1× Platin ·                                                            | 20.000   |

### The Fox
| Land/Region                  | Auszeichnungen für Musikverkäufe (Land/Region, Auszeichnung, Verkäufe) | Verkäufe |
| ---------------------------- | ---------------------------------------------------------------------- | -------- |
| Vereinigtes Königreich (BPI) | Silber                                                                 | 60.000   |
| Insgesamt                    | 1× Silber ·                                                            | 60.000   |

### Jump Up!
| Land/Region                  | Auszeichnungen für Musikverkäufe (Land/Region, Auszeichnung, Verkäufe) | Verkäufe |
| ---------------------------- | ---------------------------------------------------------------------- | -------- |
| Australien (ARIA)            | Platin                                                                 | 50.000   |
| Neuseeland (RMNZ)            | Platin                                                                 | 20.000   |
| Vereinigte Staaten (RIAA)    | Gold                                                                   | 500.000  |
| Vereinigtes Königreich (BPI) | Silber                                                                 | 60.000   |
| Insgesamt                    | 1× Silber · 1× Gold · 2× Platin ·                                      | 630.000  |

### Your Songs(1982)
| Land/Region        | Auszeichnungen für Musikverkäufe (Land/Region, Auszeichnung, Verkäufe) | Verkäufe |
| ------------------ | ---------------------------------------------------------------------- | -------- |
| Deutschland (BVMI) | Gold                                                                   | 250.000  |
| Insgesamt          | 1× Gold ·                                                              | 250.000  |

### Too Low for Zero
| Land/Region                  | Auszeichnungen für Musikverkäufe (Land/Region, Auszeichnung, Verkäufe) | Verkäufe  |
| ---------------------------- | ---------------------------------------------------------------------- | --------- |
| Australien (ARIA)            | 5× Platin                                                              | 350.000   |
| Deutschland (BVMI)           | Gold                                                                   | 250.000   |
| Frankreich (SNEP)            | Gold                                                                   | 100.000   |
| Italien (FIMI)               | Gold                                                                   | 250.000   |
| Kanada (MC)                  | Platin                                                                 | 100.000   |
| Neuseeland (RMNZ)            | 2× Platin                                                              | 40.000    |
| Schweiz (IFPI)               | Gold                                                                   | 25.000    |
| Vereinigte Staaten (RIAA)    | Platin                                                                 | 1.000.000 |
| Vereinigtes Königreich (BPI) | Platin                                                                 | 300.000   |
| Insgesamt                    | 4× Gold · 10× Platin ·                                                 | 2.415.000 |

### Breaking Hearts
| Land/Region                  | Auszeichnungen für Musikverkäufe (Land/Region, Auszeichnung, Verkäufe) | Verkäufe  |
| ---------------------------- | ---------------------------------------------------------------------- | --------- |
| Neuseeland (RMNZ)            | Platin                                                                 | 20.000    |
| Schweiz (IFPI)               | Gold                                                                   | 25.000    |
| Vereinigte Staaten (RIAA)    | Platin                                                                 | 1.000.000 |
| Vereinigtes Königreich (BPI) | Gold                                                                   | 100.000   |
| Insgesamt                    | 2× Gold · 2× Platin ·                                                  | 1.145.000 |

### Ice on Fire
| Land/Region                  | Auszeichnungen für Musikverkäufe (Land/Region, Auszeichnung, Verkäufe) | Verkäufe  |
| ---------------------------- | ---------------------------------------------------------------------- | --------- |
| Belgien (BRMA)               | Gold                                                                   | 25.000    |
| Deutschland (BVMI)           | Gold                                                                   | 250.000   |
| Frankreich (SNEP)            | Gold                                                                   | 100.000   |
| Neuseeland (RMNZ)            | Platin                                                                 | 20.000    |
| Niederlande (NVPI)           | Gold                                                                   | 50.000    |
| Österreich (IFPI)            | Gold                                                                   | 25.000    |
| Schweden (IFPI)              | Platin                                                                 | 100.000   |
| Schweiz (IFPI)               | 2× Platin                                                              | 100.000   |
| Vereinigte Staaten (RIAA)    | Gold                                                                   | 500.000   |
| Vereinigtes Königreich (BPI) | Platin                                                                 | 300.000   |
| Insgesamt                    | 6× Gold · 5× Platin ·                                                  | 1.470.000 |

### Your Songs(1985)
| Land/Region               | Auszeichnungen für Musikverkäufe (Land/Region, Auszeichnung, Verkäufe) | Verkäufe |
| ------------------------- | ---------------------------------------------------------------------- | -------- |
| Japan (RIAJ)              | Gold                                                                   | 100.000  |
| Vereinigte Staaten (RIAA) | Gold                                                                   | 500.000  |
| Insgesamt                 | 2× Gold ·                                                              | 600.000  |

### Leather Jackets
| Land/Region                  | Auszeichnungen für Musikverkäufe (Land/Region, Auszeichnung, Verkäufe) | Verkäufe |
| ---------------------------- | ---------------------------------------------------------------------- | -------- |
| Neuseeland (RMNZ)            | Gold                                                                   | 10.000   |
| Schweiz (IFPI)               | Gold                                                                   | 25.000   |
| Vereinigtes Königreich (BPI) | Gold                                                                   | 100.000  |
| Insgesamt                    | 3× Gold ·                                                              | 135.000  |

### Live in Australia with the Melbourne Symphony Orchestra
| Land/Region               | Auszeichnungen für Musikverkäufe (Land/Region, Auszeichnung, Verkäufe) | Verkäufe  |
| ------------------------- | ---------------------------------------------------------------------- | --------- |
| Australien (ARIA)         | Platin                                                                 | 70.000    |
| Kanada (MC)               | 2× Platin                                                              | 200.000   |
| Neuseeland (RMNZ)         | Platin                                                                 | 20.000    |
| Vereinigte Staaten (RIAA) | Platin                                                                 | 1.000.000 |
| Insgesamt                 | 5× Platin ·                                                            | 1.290.000 |

### Elton John’s Greatest Hits Volume III, 1979–1987
| Land/Region               | Auszeichnungen für Musikverkäufe (Land/Region, Auszeichnung, Verkäufe) | Verkäufe  |
| ------------------------- | ---------------------------------------------------------------------- | --------- |
| Vereinigte Staaten (RIAA) | 2× Platin                                                              | 2.000.000 |
| Insgesamt                 | 2× Platin ·                                                            | 2.000.000 |

### Reg Strikes Back
| Land/Region                  | Auszeichnungen für Musikverkäufe (Land/Region, Auszeichnung, Verkäufe) | Verkäufe  |
| ---------------------------- | ---------------------------------------------------------------------- | --------- |
| Australien (ARIA)            | Gold                                                                   | 35.000    |
| Frankreich (SNEP)            | Gold                                                                   | 100.000   |
| Italien (FIMI)               | —                                                                      | 500.000   |
| Kanada (MC)                  | 2× Platin                                                              | 200.000   |
| Vereinigte Staaten (RIAA)    | Gold                                                                   | 500.000   |
| Vereinigtes Königreich (BPI) | Silber                                                                 | 60.000    |
| Insgesamt                    | 1× Silber · 3× Gold · 2× Platin ·                                      | 1.395.000 |

### Sleeping with the Past
| Land/Region                  | Auszeichnungen für Musikverkäufe (Land/Region, Auszeichnung, Verkäufe) | Verkäufe  |
| ---------------------------- | ---------------------------------------------------------------------- | --------- |
| Australien (ARIA)            | 4× Platin                                                              | 280.000   |
| Belgien (BRMA)               | Gold                                                                   | 25.000    |
| Brasilien (PMB)              | Gold                                                                   | 100.000   |
| Deutschland (BVMI)           | Gold                                                                   | 250.000   |
| Frankreich (SNEP)            | Platin                                                                 | 300.000   |
| Italien (FIMI)               | 2× Platin                                                              | 200.000   |
| Kanada (MC)                  | 2× Platin                                                              | 200.000   |
| Neuseeland (RMNZ)            | 2× Platin                                                              | 40.000    |
| Niederlande (NVPI)           | Gold                                                                   | 50.000    |
| Schweiz (IFPI)               | 2× Platin                                                              | 100.000   |
| Spanien (Promusicae)         | Platin                                                                 | 100.000   |
| Vereinigte Staaten (RIAA)    | Platin                                                                 | 1.000.000 |
| Vereinigtes Königreich (BPI) | 3× Platin                                                              | 900.000   |
| Insgesamt                    | 4× Gold · 18× Platin ·                                                 | 3.545.000 |

### To Be Continued …
| Land/Region               | Auszeichnungen für Musikverkäufe (Land/Region, Auszeichnung, Verkäufe) | Verkäufe  |
| ------------------------- | ---------------------------------------------------------------------- | --------- |
| Kanada (MC)               | Gold                                                                   | 50.000    |
| Vereinigte Staaten (RIAA) | 2× Platin                                                              | 2.000.000 |
| Insgesamt                 | 1× Gold · 2× Platin ·                                                  | 2.050.000 |

### The Very Best of Elton John
| Land/Region                  | Auszeichnungen für Musikverkäufe (Land/Region, Auszeichnung, Verkäufe) | Verkäufe    |
| ---------------------------- | ---------------------------------------------------------------------- | ----------- |
| Australien (ARIA)            | 6× Platin                                                              | 420.000     |
| Belgien (BRMA)               | 3× Platin                                                              | 150.000     |
| Brasilien (PMB)              | Gold                                                                   | 100.000     |
| Deutschland (BVMI)           | 2× Platin                                                              | 1.000.000   |
| Europa (IFPI)                | 5× Platin                                                              | (5.000.000) |
| Finnland (IFPI)              | Gold                                                                   | 25.000      |
| Frankreich (SNEP)            | Diamant                                                                | 1.000.000   |
| Italien (FIMI)               | Platin                                                                 | 450.000     |
| Japan (RIAJ)                 | Gold                                                                   | 100.000     |
| Neuseeland (RMNZ)            | 9× Platin                                                              | 135.000     |
| Niederlande (NVPI)           | 2× Platin                                                              | 200.000     |
| Norwegen (IFPI)              | 4× Platin                                                              | 200.000     |
| Österreich (IFPI)            | 3× Platin                                                              | 150.000     |
| Schweden (IFPI)              | Platin                                                                 | 100.000     |
| Schweiz (IFPI)               | 4× Platin                                                              | 200.000     |
| Spanien (Promusicae)         | 3× Platin                                                              | 300.000     |
| Vereinigtes Königreich (BPI) | 9× Platin                                                              | 2.700.000   |
| Insgesamt                    | 3× Gold · 52× Platin · 1× Diamant ·                                    | 7.330.000   |

### The One
| Land/Region                  | Auszeichnungen für Musikverkäufe (Land/Region, Auszeichnung, Verkäufe) | Verkäufe    |
| ---------------------------- | ---------------------------------------------------------------------- | ----------- |
| Argentinien (CAPIF)          | Platin                                                                 | 60.000      |
| Australien (ARIA)            | 2× Platin                                                              | 140.000     |
| Dänemark (IFPI)              | Platin                                                                 | 80.000      |
| Deutschland (BVMI)           | Gold                                                                   | 250.000     |
| Europa (IFPI)                | Platin                                                                 | (1.000.000) |
| Frankreich (SNEP)            | Platin                                                                 | 300.000     |
| Italien (FIMI)               | 2× Platin                                                              | 400.000     |
| Kanada (MC)                  | 3× Platin                                                              | 300.000     |
| Mexiko (AMPROFON)            | Gold                                                                   | 100.000     |
| Neuseeland (RMNZ)            | Platin                                                                 | 15.000      |
| Norwegen (IFPI)              | Platin                                                                 | 50.000      |
| Österreich (IFPI)            | Platin                                                                 | 50.000      |
| Schweiz (IFPI)               | 2× Platin                                                              | 100.000     |
| Spanien (Promusicae)         | Platin                                                                 | 100.000     |
| Vereinigte Staaten (RIAA)    | 2× Platin                                                              | 2.000.000   |
| Vereinigtes Königreich (BPI) | Gold                                                                   | 100.000     |
| Insgesamt                    | 3× Gold · 19× Platin ·                                                 | 4.045.000   |

### Duets
| Land/Region                  | Auszeichnungen für Musikverkäufe (Land/Region, Auszeichnung, Verkäufe) | Verkäufe  |
| ---------------------------- | ---------------------------------------------------------------------- | --------- |
| Australien (ARIA)            | Gold                                                                   | 35.000    |
| Dänemark (IFPI)              | Platin                                                                 | 80.000    |
| Frankreich (SNEP)            | 2× Gold                                                                | 200.000   |
| Kanada (MC)                  | Platin                                                                 | 100.000   |
| Neuseeland (RMNZ)            | Platin                                                                 | 15.000    |
| Norwegen (IFPI)              | Platin                                                                 | 50.000    |
| Österreich (IFPI)            | Platin                                                                 | 50.000    |
| Schweiz (IFPI)               | Platin                                                                 | 50.000    |
| Spanien (Promusicae)         | Platin                                                                 | 100.000   |
| Vereinigte Staaten (RIAA)    | Platin                                                                 | 1.000.000 |
| Vereinigtes Königreich (BPI) | Platin                                                                 | 300.000   |
| Insgesamt                    | 3× Gold · 9× Platin ·                                                  | 1.980.000 |

### The Lion King: Original Motion Picture Soundtrack
| Land/Region                  | Auszeichnungen für Musikverkäufe (Land/Region, Auszeichnung, Verkäufe) | Verkäufe    |
| ---------------------------- | ---------------------------------------------------------------------- | ----------- |
| Australien (ARIA)            | 4× Platin                                                              | 280.000     |
| Belgien (BRMA)               | Platin                                                                 | 50.000      |
| Dänemark (IFPI)              | Platin                                                                 | 20.000      |
| Deutschland (BVMI)           | 3× Platin                                                              | 1.500.000   |
| Europa (IFPI)                | 3× Platin                                                              | (3.000.000) |
| Frankreich (SNEP)            | Platin                                                                 | 1.000.000   |
| Japan (RIAJ)                 | Gold                                                                   | 150.000     |
| Kanada (MC)                  | Diamant                                                                | 1.000.000   |
| Mexiko (AMPROFON)            | Gold                                                                   | 100.000     |
| Neuseeland (RMNZ)            | 4× Platin                                                              | 60.000      |
| Niederlande (NVPI)           | Platin (Mercury) · + Gold (Universal)                                  | 140.000     |
| Österreich (IFPI)            | Platin                                                                 | 50.000      |
| Polen (ZPAV)                 | Gold                                                                   | 50.000      |
| Schweden (IFPI)              | Gold                                                                   | 50.000      |
| Schweiz (IFPI)               | 2× Platin                                                              | 100.000     |
| Vereinigte Staaten (RIAA)    | Diamant                                                                | 10.000.000  |
| Vereinigtes Königreich (BPI) | Platin (Original) · + Gold (Re-Issue)                                  | 400.000     |
| Insgesamt                    | 5× Gold · 22× Platin · 2× Diamant ·                                    | 14.950.000  |

### Made in England
| Land/Region                  | Auszeichnungen für Musikverkäufe (Land/Region, Auszeichnung, Verkäufe) | Verkäufe  |
| ---------------------------- | ---------------------------------------------------------------------- | --------- |
| Deutschland (BVMI)           | Gold                                                                   | (250.000) |
| Europa (IFPI)                | Platin                                                                 | 1.000.000 |
| Frankreich (SNEP)            | 2× Gold                                                                | (200.000) |
| Japan (RIAJ)                 | Gold                                                                   | 100.000   |
| Kanada (MC)                  | 2× Platin                                                              | 200.000   |
| Neuseeland (RMNZ)            | Gold                                                                   | 7.500     |
| Österreich (IFPI)            | Platin                                                                 | (50.000)  |
| Schweden (IFPI)              | Gold                                                                   | (50.000)  |
| Schweiz (IFPI)               | Platin                                                                 | (50.000)  |
| Spanien (Promusicae)         | Platin                                                                 | (100.000) |
| Vereinigte Staaten (RIAA)    | Platin                                                                 | 1.000.000 |
| Vereinigtes Königreich (BPI) | Gold                                                                   | (100.000) |
| Insgesamt                    | 7× Gold · 7× Platin ·                                                  | 2.307.500 |

### Love Songs
| Land/Region                  | Auszeichnungen für Musikverkäufe (Land/Region, Auszeichnung, Verkäufe) | Verkäufe  |
| ---------------------------- | ---------------------------------------------------------------------- | --------- |
| Argentinien (CAPIF)          | 2× Platin                                                              | 120.000   |
| Australien (ARIA)            | 3× Platin                                                              | 210.000   |
| Belgien (BRMA)               | Platin                                                                 | (50.000)  |
| Brasilien (PMB)              | Platin                                                                 | 250.000   |
| Chile (IFPI)                 | Platin                                                                 | 25.000    |
| Deutschland (BVMI)           | Platin                                                                 | (500.000) |
| Europa (IFPI)                | 5× Platin                                                              | 5.000.000 |
| Finnland (IFPI)              | Platin                                                                 | (63.250)  |
| Frankreich (SNEP)            | 2× Platin                                                              | (600.000) |
| Hongkong (IFPI/HKRIA)        | 3× Platin                                                              | 60.000    |
| Indonesien (ASIRI)           | 2× Gold                                                                | 50.000    |
| Japan (RIAJ)                 | Gold                                                                   | 100.000   |
| Kanada (MC)                  | 2× Platin                                                              | 200.000   |
| Mexiko (AMPROFON)            | Gold                                                                   | 100.000   |
| Neuseeland (RMNZ)            | 5× Platin                                                              | 75.000    |
| Niederlande (NVPI)           | Platin                                                                 | (100.000) |
| Norwegen (IFPI)              | 2× Platin                                                              | (100.000) |
| Österreich (IFPI)            | Platin                                                                 | (50.000)  |
| Polen (ZPAV)                 | Gold                                                                   | (50.000)  |
| Portugal (AFP)               | Platin                                                                 | (40.000)  |
| Schweden (IFPI)              | Platin                                                                 | (100.000) |
| Schweiz (IFPI)               | 2× Platin                                                              | (100.000) |
| Spanien (Promusicae)         | Platin                                                                 | (100.000) |
| Südafrika (RISA)             | Platin                                                                 | 50.000    |
| Taiwan (RIT)                 | 2× Platin                                                              | 100.000   |
| Ungarn (MAHASZ)              | Gold                                                                   | (25.000)  |
| Vereinigte Staaten (RIAA)    | 3× Platin                                                              | 3.000.000 |
| Vereinigtes Königreich (BPI) | 3× Platin                                                              | (900.000) |
| Insgesamt                    | 6× Gold · 45× Platin ·                                                 | 9.340.000 |

### The Big Picture
| Land/Region                  | Auszeichnungen für Musikverkäufe (Land/Region, Auszeichnung, Verkäufe) | Verkäufe  |
| ---------------------------- | ---------------------------------------------------------------------- | --------- |
| Australien (ARIA)            | Platin                                                                 | 70.000    |
| Belgien (BRMA)               | Gold                                                                   | (25.000)  |
| Europa (IFPI)                | Platin                                                                 | 1.000.000 |
| Finnland (IFPI)              | Gold                                                                   | (21.006)  |
| Frankreich (SNEP)            | Gold                                                                   | (100.000) |
| Hongkong (IFPI/HKRIA)        | Gold                                                                   | 10.000    |
| Kanada (MC)                  | Platin                                                                 | 100.000   |
| Neuseeland (RMNZ)            | Platin                                                                 | 15.000    |
| Norwegen (IFPI)              | Platin                                                                 | (50.000)  |
| Österreich (IFPI)            | Gold                                                                   | (25.000)  |
| Schweden (IFPI)              | Gold                                                                   | (40.000)  |
| Schweiz (IFPI)               | Platin                                                                 | (50.000)  |
| Spanien (Promusicae)         | Platin                                                                 | (100.000) |
| Vereinigte Staaten (RIAA)    | Platin                                                                 | 1.000.000 |
| Vereinigtes Königreich (BPI) | Platin                                                                 | (300.000) |
| Insgesamt                    | 6× Gold · 9× Platin ·                                                  | 2.195.000 |

### One Night Only – The Greatest Hits
| Land/Region                  | Auszeichnungen für Musikverkäufe (Land/Region, Auszeichnung, Verkäufe) | Verkäufe  |
| ---------------------------- | ---------------------------------------------------------------------- | --------- |
| Australien (ARIA)            | Gold                                                                   | 35.000    |
| Europa (IFPI)                | Platin                                                                 | 1.000.000 |
| Kanada (MC)                  | Gold                                                                   | 50.000    |
| Neuseeland (RMNZ)            | Platin                                                                 | 15.000    |
| Österreich (IFPI)            | Gold                                                                   | (25.000)  |
| Schweiz (IFPI)               | Gold                                                                   | (25.000)  |
| Spanien (Promusicae)         | 4× Platin                                                              | (400.000) |
| Vereinigte Staaten (RIAA)    | Gold                                                                   | 500.000   |
| Vereinigtes Königreich (BPI) | Platin                                                                 | (300.000) |
| Insgesamt                    | 5× Gold · 7× Platin ·                                                  | 1.620.000 |

### Songs from the West Coast
| Land/Region                  | Auszeichnungen für Musikverkäufe (Land/Region, Auszeichnung, Verkäufe) | Verkäufe  |
| ---------------------------- | ---------------------------------------------------------------------- | --------- |
| Australien (ARIA)            | Gold                                                                   | 35.000    |
| Dänemark (IFPI)              | Platin                                                                 | (30.000)  |
| Europa (IFPI)                | Platin                                                                 | 1.000.000 |
| Kanada (MC)                  | Gold                                                                   | 50.000    |
| Norwegen (IFPI)              | Gold                                                                   | (25.000)  |
| Schweden (IFPI)              | Gold                                                                   | (40.000)  |
| Schweiz (IFPI)               | Gold                                                                   | (20.000)  |
| Vereinigte Staaten (RIAA)    | Gold                                                                   | 594.000   |
| Vereinigtes Königreich (BPI) | 2× Platin                                                              | (600.000) |
| Insgesamt                    | 6× Gold · 4× Platin ·                                                  | 1.679.000 |

### Greatest Hits 1970–2002
| Land/Region                  | Auszeichnungen für Musikverkäufe (Land/Region, Auszeichnung, Verkäufe) | Verkäufe    |
| ---------------------------- | ---------------------------------------------------------------------- | ----------- |
| Australien (ARIA)            | 2× Platin                                                              | 140.000     |
| Brasilien (PMB)              | Gold                                                                   | 50.000      |
| Dänemark (IFPI)              | Platin                                                                 | (50.000)    |
| Deutschland (BVMI)           | Platin                                                                 | (300.000)   |
| Europa (IFPI)                | 2× Platin                                                              | 2.000.000   |
| Frankreich (SNEP)            | Gold                                                                   | (100.000)   |
| Kanada (MC)                  | 4× Platin                                                              | 400.000     |
| Neuseeland (RMNZ)            | 3× Platin                                                              | 45.000      |
| Norwegen (IFPI)              | Platin                                                                 | (40.000)    |
| Österreich (IFPI)            | Gold                                                                   | (20.000)    |
| Schweden (IFPI)              | Gold                                                                   | (30.000)    |
| Schweiz (IFPI)               | Gold                                                                   | (20.000)    |
| Spanien (Promusicae)         | Gold                                                                   | (50.000)    |
| Vereinigte Staaten (RIAA)    | 6× Platin                                                              | 6.000.000   |
| Vereinigtes Königreich (BPI) | 5× Platin                                                              | (1.500.000) |
| Insgesamt                    | 6× Gold · 23× Platin ·                                                 | 8.615.000   |

### Peachtree Road
| Land/Region                  | Auszeichnungen für Musikverkäufe (Land/Region, Auszeichnung, Verkäufe) | Verkäufe |
| ---------------------------- | ---------------------------------------------------------------------- | -------- |
| Dänemark (IFPI)              | Gold                                                                   | 20.000   |
| Schweiz (IFPI)               | Gold                                                                   | 20.000   |
| Vereinigte Staaten (RIAA)    | Gold                                                                   | 500.000  |
| Vereinigtes Königreich (BPI) | Gold                                                                   | 100.000  |
| Insgesamt                    | 4× Gold ·                                                              | 640.000  |

### The Captain & the Kid
| Land/Region                  | Auszeichnungen für Musikverkäufe (Land/Region, Auszeichnung, Verkäufe) | Verkäufe |
| ---------------------------- | ---------------------------------------------------------------------- | -------- |
| Vereinigte Staaten (RIAA)    | —                                                                      | 151.000  |
| Vereinigtes Königreich (BPI) | Silber                                                                 | 60.000   |
| Insgesamt                    | 1× Silber ·                                                            | 211.000  |

### Rocket Man – The Definitive Hits
| Land/Region                  | Auszeichnungen für Musikverkäufe (Land/Region, Auszeichnung, Verkäufe) | Verkäufe  |
| ---------------------------- | ---------------------------------------------------------------------- | --------- |
| Australien (ARIA)            | 3× Platin                                                              | 210.000   |
| Belgien (BRMA)               | Gold                                                                   | 15.000    |
| Brasilien (PMB)              | Gold                                                                   | 30.000    |
| Dänemark (IFPI)              | Platin                                                                 | 30.000    |
| Irland (IRMA)                | Platin                                                                 | 15.000    |
| Italien (FIMI)               | Gold                                                                   | 25.000    |
| Neuseeland (RMNZ)            | Platin                                                                 | 15.000    |
| Norwegen (IFPI)              | Platin                                                                 | 30.000    |
| Russland (NFPF)              | Platin                                                                 | 20.000    |
| Schweden (IFPI)              | Gold                                                                   | 20.000    |
| Vereinigte Staaten (RIAA)    | 3× Platin                                                              | 3.000.000 |
| Vereinigtes Königreich (BPI) | Platin                                                                 | 300.000   |
| Insgesamt                    | 4× Gold · 12× Platin ·                                                 | 3.685.000 |

### The Union
| Land/Region                  | Auszeichnungen für Musikverkäufe (Land/Region, Auszeichnung, Verkäufe) | Verkäufe |
| ---------------------------- | ---------------------------------------------------------------------- | -------- |
| Kanada (MC)                  | Gold                                                                   | 40.000   |
| Vereinigte Staaten (RIAA)    | —                                                                      | 329.000  |
| Vereinigtes Königreich (BPI) | Silber                                                                 | 60.000   |
| Insgesamt                    | 1× Silber · 1× Gold ·                                                  | 429.000  |

### The Diving Board
| Land/Region                  | Auszeichnungen für Musikverkäufe (Land/Region, Auszeichnung, Verkäufe) | Verkäufe |
| ---------------------------- | ---------------------------------------------------------------------- | -------- |
| Vereinigte Staaten (RIAA)    | —                                                                      | 384.000  |
| Vereinigtes Königreich (BPI) | Silber                                                                 | 60.000   |
| Insgesamt                    | 1× Silber ·                                                            | 444.000  |

### Diamonds
| Land/Region                  | Auszeichnungen für Musikverkäufe (Land/Region, Auszeichnung, Verkäufe) | Verkäufe  |
| ---------------------------- | ---------------------------------------------------------------------- | --------- |
| Australien (ARIA)            | 3× Platin                                                              | 210.000   |
| Dänemark (IFPI)              | Gold                                                                   | 10.000    |
| Frankreich (SNEP)            | 3× Platin                                                              | 300.000   |
| Italien (FIMI)               | Gold                                                                   | 25.000    |
| Kanada (MC)                  | 4× Platin                                                              | 320.000   |
| Neuseeland (RMNZ)            | 4× Platin                                                              | 60.000    |
| Österreich (IFPI)            | Gold                                                                   | 7.500     |
| Vereinigte Staaten (RIAA)    | 2× Platin                                                              | 2.000.000 |
| Vereinigtes Königreich (BPI) | 6× Platin                                                              | 1.800.000 |
| Insgesamt                    | 3× Gold · 22× Platin ·                                                 | 4.732.500 |

### Rocketman: Music from the Motion Picture
| Land/Region                  | Auszeichnungen für Musikverkäufe (Land/Region, Auszeichnung, Verkäufe) | Verkäufe |
| ---------------------------- | ---------------------------------------------------------------------- | -------- |
| Vereinigtes Königreich (BPI) | Gold                                                                   | 100.000  |
| Insgesamt                    | 1× Gold ·                                                              | 100.000  |

### The Lockdown Sessions
| Land/Region                  | Auszeichnungen für Musikverkäufe (Land/Region, Auszeichnung, Verkäufe) | Verkäufe |
| ---------------------------- | ---------------------------------------------------------------------- | -------- |
| Finnland (IFPI)              | Gold                                                                   | 10.000   |
| Italien (FIMI)               | Gold                                                                   | 25.000   |
| Neuseeland (RMNZ)            | Platin                                                                 | 15.000   |
| Polen (ZPAV)                 | 2× Platin                                                              | 40.000   |
| Schweiz (IFPI)               | Gold                                                                   | 10.000   |
| Vereinigtes Königreich (BPI) | Gold                                                                   | 100.000  |
| Insgesamt                    | 4× Gold · 3× Platin ·                                                  | 200.000  |

## Auszeichnungen nach Singles

### Your Song
| Land/Region                  | Auszeichnungen für Musikverkäufe (Land/Region, Auszeichnung, Verkäufe) | Verkäufe  |
| ---------------------------- | ---------------------------------------------------------------------- | --------- |
| Brasilien (PMB)              | Gold                                                                   | 30.000    |
| Dänemark (IFPI)              | Platin                                                                 | 90.000    |
| Deutschland (BVMI)           | Gold                                                                   | 300.000   |
| Italien (FIMI)               | 2× Platin                                                              | 200.000   |
| Japan (RIAJ)                 | Gold                                                                   | 50.000    |
| Neuseeland (RMNZ)            | 4× Platin                                                              | 120.000   |
| Österreich (IFPI)            | Platin                                                                 | 100.000   |
| Spanien (Promusicae)         | 2× Platin                                                              | 120.000   |
| Vereinigte Staaten (RIAA)    | 3× Platin                                                              | 3.000.000 |
| Vereinigtes Königreich (BPI) | 3× Platin                                                              | 1.800.000 |
| Insgesamt                    | 3× Gold · 16× Platin ·                                                 | 5.810.000 |

### Levon
| Land/Region               | Auszeichnungen für Musikverkäufe (Land/Region, Auszeichnung, Verkäufe) | Verkäufe  |
| ------------------------- | ---------------------------------------------------------------------- | --------- |
| Vereinigte Staaten (RIAA) | Platin                                                                 | 1.000.000 |
| Insgesamt                 | 1× Platin ·                                                            | 1.000.000 |

### Tiny Dancer
| Land/Region                  | Auszeichnungen für Musikverkäufe (Land/Region, Auszeichnung, Verkäufe) | Verkäufe  |
| ---------------------------- | ---------------------------------------------------------------------- | --------- |
| Australien (ARIA)            | 7× Platin                                                              | 490.000   |
| Dänemark (IFPI)              | Platin                                                                 | 90.000    |
| Italien (FIMI)               | Gold                                                                   | 35.000    |
| Neuseeland (RMNZ)            | 6× Platin                                                              | 180.000   |
| Vereinigte Staaten (RIAA)    | 5× Platin                                                              | 5.000.000 |
| Vereinigtes Königreich (BPI) | 3× Platin                                                              | 1.800.000 |
| Insgesamt                    | 1× Gold · 22× Platin ·                                                 | 7.595.000 |

### Rocket Man (I Think It’s Going to Be a Long, Long Time)
| Land/Region                  | Auszeichnungen für Musikverkäufe (Land/Region, Auszeichnung, Verkäufe) | Verkäufe  |
| ---------------------------- | ---------------------------------------------------------------------- | --------- |
| Dänemark (IFPI)              | Platin                                                                 | 90.000    |
| Deutschland (BVMI)           | Gold                                                                   | 250.000   |
| Italien (FIMI)               | Platin                                                                 | 50.000    |
| Neuseeland (RMNZ)            | 8× Platin                                                              | 240.000   |
| Österreich (IFPI)            | Gold                                                                   | 50.000    |
| Spanien (Promusicae)         | Platin                                                                 | 60.000    |
| Vereinigte Staaten (RIAA)    | 5× Platin                                                              | 5.000.000 |
| Vereinigtes Königreich (BPI) | 3× Platin                                                              | 1.800.000 |
| Insgesamt                    | 2× Gold · 19× Platin ·                                                 | 7.540.000 |

### Crocodile Rock
| Land/Region                  | Auszeichnungen für Musikverkäufe (Land/Region, Auszeichnung, Verkäufe) | Verkäufe  |
| ---------------------------- | ---------------------------------------------------------------------- | --------- |
| Neuseeland (RMNZ)            | 2× Platin                                                              | 60.000    |
| Vereinigte Staaten (RIAA)    | Platin                                                                 | 2.000.000 |
| Vereinigtes Königreich (BPI) | Platin                                                                 | 600.000   |
| Insgesamt                    | 4× Platin ·                                                            | 2.660.000 |

### Daniel
| Land/Region                  | Auszeichnungen für Musikverkäufe (Land/Region, Auszeichnung, Verkäufe) | Verkäufe  |
| ---------------------------- | ---------------------------------------------------------------------- | --------- |
| Neuseeland (RMNZ)            | Platin                                                                 | 30.000    |
| Vereinigte Staaten (RIAA)    | Platin                                                                 | 1.000.000 |
| Vereinigtes Königreich (BPI) | Silber                                                                 | 1.000.000 |
| Insgesamt                    | 1× Silber · 2× Platin ·                                                | 2.030.000 |

### Saturday Night’s Alright for Fighting
| Land/Region                  | Auszeichnungen für Musikverkäufe (Land/Region, Auszeichnung, Verkäufe) | Verkäufe  |
| ---------------------------- | ---------------------------------------------------------------------- | --------- |
| Vereinigte Staaten (RIAA)    | Platin                                                                 | 1.000.000 |
| Vereinigtes Königreich (BPI) | Gold                                                                   | 400.000   |
| Insgesamt                    | 1× Gold · 1× Platin ·                                                  | 1.400.000 |

### Goodbye Yellow Brick Road
| Land/Region                  | Auszeichnungen für Musikverkäufe (Land/Region, Auszeichnung, Verkäufe) | Verkäufe  |
| ---------------------------- | ---------------------------------------------------------------------- | --------- |
| Dänemark (IFPI)              | Gold                                                                   | 45.000    |
| Neuseeland (RMNZ)            | 2× Platin                                                              | 60.000    |
| Vereinigte Staaten (RIAA)    | 2× Platin                                                              | 2.000.000 |
| Vereinigtes Königreich (BPI) | Platin                                                                 | 600.000   |
| Insgesamt                    | 1× Gold · 5× Platin ·                                                  | 2.705.000 |

### Step into Christmas
| Land/Region                  | Auszeichnungen für Musikverkäufe (Land/Region, Auszeichnung, Verkäufe) | Verkäufe  |
| ---------------------------- | ---------------------------------------------------------------------- | --------- |
| Australien (ARIA)            | Platin                                                                 | 70.000    |
| Dänemark (IFPI)              | Platin                                                                 | 90.000    |
| Italien (FIMI)               | Gold                                                                   | 50.000    |
| Kanada (MC)                  | 2× Platin                                                              | 160.000   |
| Neuseeland (RMNZ)            | Platin                                                                 | 30.000    |
| Vereinigte Staaten (RIAA)    | Gold                                                                   | 500.000   |
| Vereinigtes Königreich (BPI) | 3× Platin                                                              | 1.800.000 |
| Insgesamt                    | 2× Gold · 8× Platin ·                                                  | 2.700.000 |

### Bennie and the Jets
| Land/Region                  | Auszeichnungen für Musikverkäufe (Land/Region, Auszeichnung, Verkäufe) | Verkäufe  |
| ---------------------------- | ---------------------------------------------------------------------- | --------- |
| Neuseeland (RMNZ)            | 4× Platin                                                              | 120.000   |
| Vereinigte Staaten (RIAA)    | Platin (Physisch) · + 4× Platin (Digital)                              | 6.000.000 |
| Vereinigtes Königreich (BPI) | Platin                                                                 | 600.000   |
| Insgesamt                    | 10× Platin ·                                                           | 6.720.000 |

### Candle in the Wind
| Land/Region                  | Auszeichnungen für Musikverkäufe (Land/Region, Auszeichnung, Verkäufe) | Verkäufe |
| ---------------------------- | ---------------------------------------------------------------------- | -------- |
| Neuseeland (RMNZ)            | Platin                                                                 | 30.000   |
| Vereinigtes Königreich (BPI) | Gold                                                                   | 400.000  |
| Insgesamt                    | 1× Gold · 1× Platin ·                                                  | 430.000  |

### Don’t Let the Sun Go Down on Me (1974)
| Land/Region                  | Auszeichnungen für Musikverkäufe (Land/Region, Auszeichnung, Verkäufe) | Verkäufe  |
| ---------------------------- | ---------------------------------------------------------------------- | --------- |
| Vereinigte Staaten (RIAA)    | Gold                                                                   | 1.000.000 |
| Vereinigtes Königreich (BPI) | Silber                                                                 | 200.000   |
| Insgesamt                    | 1× Silber · 1× Gold ·                                                  | 1.200.000 |

### The Bitch Is Back
| Land/Region               | Auszeichnungen für Musikverkäufe (Land/Region, Auszeichnung, Verkäufe) | Verkäufe  |
| ------------------------- | ---------------------------------------------------------------------- | --------- |
| Vereinigte Staaten (RIAA) | Gold                                                                   | 1.000.000 |
| Insgesamt                 | 1× Gold ·                                                              | 1.000.000 |

### Lucy in the Sky with Diamonds
| Land/Region               | Auszeichnungen für Musikverkäufe (Land/Region, Auszeichnung, Verkäufe) | Verkäufe  |
| ------------------------- | ---------------------------------------------------------------------- | --------- |
| Vereinigte Staaten (RIAA) | Gold                                                                   | 1.000.000 |
| Insgesamt                 | 1× Gold ·                                                              | 1.000.000 |

### Philadelphia Freedom
| Land/Region               | Auszeichnungen für Musikverkäufe (Land/Region, Auszeichnung, Verkäufe) | Verkäufe  |
| ------------------------- | ---------------------------------------------------------------------- | --------- |
| Vereinigte Staaten (RIAA) | Platin                                                                 | 2.000.000 |
| Insgesamt                 | 1× Platin ·                                                            | 2.000.000 |

### Someone Saved My Life Tonight
| Land/Region               | Auszeichnungen für Musikverkäufe (Land/Region, Auszeichnung, Verkäufe) | Verkäufe  |
| ------------------------- | ---------------------------------------------------------------------- | --------- |
| Vereinigte Staaten (RIAA) | Gold                                                                   | 1.000.000 |
| Insgesamt                 | 1× Gold ·                                                              | 1.000.000 |

### Island Girl
| Land/Region               | Auszeichnungen für Musikverkäufe (Land/Region, Auszeichnung, Verkäufe) | Verkäufe  |
| ------------------------- | ---------------------------------------------------------------------- | --------- |
| Kanada (MC)               | Gold                                                                   | 75.000    |
| Vereinigte Staaten (RIAA) | Platin                                                                 | 2.000.000 |
| Insgesamt                 | 1× Gold · 1× Platin ·                                                  | 2.075.000 |

### Don’t Go Breaking My Heart
| Land/Region                  | Auszeichnungen für Musikverkäufe (Land/Region, Auszeichnung, Verkäufe) | Verkäufe  |
| ---------------------------- | ---------------------------------------------------------------------- | --------- |
| Australien (ARIA)            | Gold                                                                   | 20.000    |
| Dänemark (IFPI)              | Platin                                                                 | 90.000    |
| Italien (FIMI)               | Gold                                                                   | 50.000    |
| Kanada (MC)                  | Platin                                                                 | 150.000   |
| Neuseeland (RMNZ)            | 4× Platin                                                              | 120.000   |
| Österreich (IFPI)            | Platin                                                                 | 100.000   |
| Spanien (Promusicae)         | Platin                                                                 | 60.000    |
| Vereinigte Staaten (RIAA)    | 2× Platin                                                              | 2.000.000 |
| Vereinigtes Königreich (BPI) | Gold (Physisch) · + 2× Platin (Digital)                                | 1.700.000 |
| Insgesamt                    | 3× Gold · 12× Platin ·                                                 | 4.290.000 |

### Sorry Seems to Be the Hardest Word
| Land/Region                  | Auszeichnungen für Musikverkäufe (Land/Region, Auszeichnung, Verkäufe) | Verkäufe  |
| ---------------------------- | ---------------------------------------------------------------------- | --------- |
| Kanada (MC)                  | Gold                                                                   | 75.000    |
| Vereinigte Staaten (RIAA)    | Gold                                                                   | 1.000.000 |
| Vereinigtes Königreich (BPI) | Silber                                                                 | 200.000   |
| Insgesamt                    | 1× Silber · 2× Gold ·                                                  | 1.275.000 |

### Part Time Love
| Land/Region                  | Auszeichnungen für Musikverkäufe (Land/Region, Auszeichnung, Verkäufe) | Verkäufe |
| ---------------------------- | ---------------------------------------------------------------------- | -------- |
| Vereinigtes Königreich (BPI) | Silber                                                                 | 250.000  |
| Insgesamt                    | 1× Silber ·                                                            | 250.000  |

### Song for Guy
| Land/Region                  | Auszeichnungen für Musikverkäufe (Land/Region, Auszeichnung, Verkäufe) | Verkäufe |
| ---------------------------- | ---------------------------------------------------------------------- | -------- |
| Vereinigtes Königreich (BPI) | Silber                                                                 | 250.000  |
| Insgesamt                    | 1× Silber ·                                                            | 250.000  |

### Mama Can’t Buy You Love
| Land/Region               | Auszeichnungen für Musikverkäufe (Land/Region, Auszeichnung, Verkäufe) | Verkäufe  |
| ------------------------- | ---------------------------------------------------------------------- | --------- |
| Vereinigte Staaten (RIAA) | Gold                                                                   | 1.000.000 |
| Insgesamt                 | 1× Gold ·                                                              | 1.000.000 |

### Little Jeannie
| Land/Region               | Auszeichnungen für Musikverkäufe (Land/Region, Auszeichnung, Verkäufe) | Verkäufe  |
| ------------------------- | ---------------------------------------------------------------------- | --------- |
| Kanada (MC)               | Gold                                                                   | 75.000    |
| Vereinigte Staaten (RIAA) | Gold                                                                   | 1.000.000 |
| Insgesamt                 | 2× Gold ·                                                              | 1.075.000 |

### I Guess That’s Why They Call It the Blues
| Land/Region                  | Auszeichnungen für Musikverkäufe (Land/Region, Auszeichnung, Verkäufe) | Verkäufe  |
| ---------------------------- | ---------------------------------------------------------------------- | --------- |
| Neuseeland (RMNZ)            | 2× Platin                                                              | 60.000    |
| Vereinigte Staaten (RIAA)    | Platin                                                                 | 1.000.000 |
| Vereinigtes Königreich (BPI) | Platin                                                                 | 600.000   |
| Insgesamt                    | 4× Platin ·                                                            | 1.660.000 |

### I’m Still Standing
| Land/Region                  | Auszeichnungen für Musikverkäufe (Land/Region, Auszeichnung, Verkäufe) | Verkäufe  |
| ---------------------------- | ---------------------------------------------------------------------- | --------- |
| Australien (ARIA)            | 2× Platin                                                              | 140.000   |
| Dänemark (IFPI)              | 2× Platin                                                              | 180.000   |
| Deutschland (BVMI)           | Platin                                                                 | 600.000   |
| Italien (FIMI)               | Platin                                                                 | 100.000   |
| Neuseeland (RMNZ)            | 4× Platin                                                              | 120.000   |
| Österreich (IFPI)            | Platin                                                                 | 100.000   |
| Spanien (Promusicae)         | 2× Platin                                                              | 120.000   |
| Vereinigte Staaten (RIAA)    | 2× Platin                                                              | 2.000.000 |
| Vereinigtes Königreich (BPI) | Silber (Physisch) · + 3× Platin (Digital)                              | 2.050.000 |
| Insgesamt                    | 1× Silber · 18× Platin ·                                               | 5.410.000 |

### Passengers
| Land/Region                  | Auszeichnungen für Musikverkäufe (Land/Region, Auszeichnung, Verkäufe) | Verkäufe |
| ---------------------------- | ---------------------------------------------------------------------- | -------- |
| Vereinigtes Königreich (BPI) | Silber                                                                 | 250.000  |
| Insgesamt                    | 1× Silber ·                                                            | 250.000  |

### Nikita
| Land/Region                  | Auszeichnungen für Musikverkäufe (Land/Region, Auszeichnung, Verkäufe) | Verkäufe |
| ---------------------------- | ---------------------------------------------------------------------- | -------- |
| Belgien (BRMA)               | Gold                                                                   | 100.000  |
| Brasilien (PMB)              | Gold                                                                   | 30.000   |
| Dänemark (IFPI)              | Gold                                                                   | 45.000   |
| Frankreich (SNEP)            | Silber                                                                 | 125.000  |
| Neuseeland (RMNZ)            | 2× Platin                                                              | 40.000   |
| Niederlande (NVPI)           | 2× Platin                                                              | 200.000  |
| Österreich (IFPI)            | Gold                                                                   | 50.000   |
| Polen (ZPAV)                 | Platin                                                                 | 100.000  |
| Schweiz (IFPI)               | Gold                                                                   | 25.000   |
| Vereinigtes Königreich (BPI) | Silber                                                                 | 250.000  |
| Insgesamt                    | 2× Silber · 5× Gold · 5× Platin ·                                      | 965.000  |

### Sacrifice
| Land/Region                  | Auszeichnungen für Musikverkäufe (Land/Region, Auszeichnung, Verkäufe) | Verkäufe  |
| ---------------------------- | ---------------------------------------------------------------------- | --------- |
| Australien (ARIA)            | Gold                                                                   | 35.000    |
| Brasilien (PMB)              | Gold                                                                   | 30.000    |
| Dänemark (IFPI)              | Gold                                                                   | 45.000    |
| Frankreich (SNEP)            | Silber                                                                 | 200.000   |
| Italien (FIMI)               | Gold                                                                   | 50.000    |
| Spanien (Promusicae)         | Platin                                                                 | 60.000    |
| Vereinigte Staaten (RIAA)    | Gold                                                                   | 500.000   |
| Vereinigtes Königreich (BPI) | Platin                                                                 | 600.000   |
| Insgesamt                    | 1× Silber · 5× Gold · 2× Platin ·                                      | 1.520.000 |

### Don’t Let the Sun Go Down on Me (1991)
| Land/Region                  | Auszeichnungen für Musikverkäufe (Land/Region, Auszeichnung, Verkäufe) | Verkäufe  |
| ---------------------------- | ---------------------------------------------------------------------- | --------- |
| Australien (ARIA)            | Platin                                                                 | 70.000    |
| Dänemark (IFPI)              | Gold                                                                   | 45.000    |
| Frankreich (SNEP)            | Silber                                                                 | 125.000   |
| Neuseeland (RMNZ)            | Platin                                                                 | 30.000    |
| Niederlande (NVPI)           | Platin                                                                 | 75.000    |
| Vereinigte Staaten (RIAA)    | Gold                                                                   | 500.000   |
| Vereinigtes Königreich (BPI) | Gold                                                                   | 400.000   |
| Insgesamt                    | 1× Silber · 3× Gold · 3× Platin ·                                      | 1.245.000 |

### True Love
| Land/Region                  | Auszeichnungen für Musikverkäufe (Land/Region, Auszeichnung, Verkäufe) | Verkäufe |
| ---------------------------- | ---------------------------------------------------------------------- | -------- |
| Vereinigtes Königreich (BPI) | Silber                                                                 | 200.000  |
| Insgesamt                    | 1× Silber ·                                                            | 200.000  |

### Can You Feel the Love Tonight
| Land/Region                  | Auszeichnungen für Musikverkäufe (Land/Region, Auszeichnung, Verkäufe) | Verkäufe  |
| ---------------------------- | ---------------------------------------------------------------------- | --------- |
| Australien (ARIA)            | Gold                                                                   | 35.000    |
| Frankreich (SNEP)            | Silber                                                                 | 125.000   |
| Dänemark (IFPI)              | Gold                                                                   | 45.000    |
| Japan (RIAJ)                 | Gold                                                                   | 50.000    |
| Neuseeland (RMNZ)            | Platin                                                                 | 10.000    |
| Österreich (IFPI)            | Gold                                                                   | 25.000    |
| Schweden (IFPI)              | Platin                                                                 | 50.000    |
| Vereinigte Staaten (RIAA)    | Platin                                                                 | 1.000.000 |
| Vereinigtes Königreich (BPI) | Platin                                                                 | 600.000   |
| Insgesamt                    | 1× Silber · 4× Gold · 4× Platin ·                                      | 1.799.000 |

### Circle of Life
| Land/Region                  | Auszeichnungen für Musikverkäufe (Land/Region, Auszeichnung, Verkäufe) | Verkäufe  |
| ---------------------------- | ---------------------------------------------------------------------- | --------- |
| Deutschland (BVMI)           | Gold                                                                   | 250.000   |
| Vereinigte Staaten (RIAA)    | Gold                                                                   | 500.000   |
| Vereinigtes Königreich (BPI) | Gold                                                                   | 400.000   |
| Insgesamt                    | 3× Gold ·                                                              | 1.150.000 |

### Candle in the Wind 1997
| Land/Region                  | Auszeichnungen für Musikverkäufe (Land/Region, Auszeichnung, Verkäufe) | Verkäufe   |
| ---------------------------- | ---------------------------------------------------------------------- | ---------- |
| Australien (ARIA)            | 14× Platin                                                             | 980.000    |
| Belgien (BRMA)               | 9× Platin                                                              | 450.000    |
| Brasilien (PMB)              | Platin                                                                 | 250.000    |
| Deutschland (BVMI)           | 9× Platin                                                              | 4.500.000  |
| Finnland (IFPI)              | Platin                                                                 | 54.225     |
| Frankreich (SNEP)            | Diamant                                                                | 750.000    |
| Japan (RIAJ)                 | 4× Platin                                                              | 400.000    |
| Kanada (MC)                  | 19× Platin                                                             | 1.900.000  |
| Neuseeland (RMNZ)            | 15× Platin                                                             | 150.000    |
| Norwegen (IFPI)              | 8× Platin                                                              | 160.000    |
| Niederlande (NVPI)           | 6× Platin                                                              | 450.000    |
| Österreich (IFPI)            | 6× Platin                                                              | 300.000    |
| Polen (ZPAV)                 | Platin                                                                 | 100.000    |
| Schweden (IFPI)              | 7× Platin                                                              | 210.000    |
| Schweiz (IFPI)               | 9× Platin                                                              | 450.000    |
| Spanien (Promusicae)         | 4× Platin                                                              | 200.000    |
| Tschechien (IFPI)            | 7× Platin                                                              | 28.000     |
| Vereinigte Staaten (RIAA)    | 11× Platin                                                             | 11.000.000 |
| Vereinigtes Königreich (BPI) | 9× Platin                                                              | 5.400.000  |
| Insgesamt                    | 130× Platin · 2× Diamant ·                                             | 27.732.225 |

### Written in the Stars
| Land/Region               | Auszeichnungen für Musikverkäufe (Land/Region, Auszeichnung, Verkäufe) | Verkäufe |
| ------------------------- | ---------------------------------------------------------------------- | -------- |
| Vereinigte Staaten (RIAA) | Gold                                                                   | 500.000  |
| Insgesamt                 | 1× Gold ·                                                              | 500.000  |

### I Want Love
| Land/Region                  | Auszeichnungen für Musikverkäufe (Land/Region, Auszeichnung, Verkäufe) | Verkäufe |
| ---------------------------- | ---------------------------------------------------------------------- | -------- |
| Vereinigtes Königreich (BPI) | Silber                                                                 | 200.000  |
| Insgesamt                    | 1× Silber ·                                                            | 200.000  |

### Sorry Seems to Be the Hardest Word (2002)
| Land/Region                  | Auszeichnungen für Musikverkäufe (Land/Region, Auszeichnung, Verkäufe) | Verkäufe |
| ---------------------------- | ---------------------------------------------------------------------- | -------- |
| Belgien (BRMA)               | Gold                                                                   | 25.000   |
| Frankreich (SNEP)            | Gold                                                                   | 250.000  |
| Niederlande (NVPI)           | Gold                                                                   | 40.000   |
| Schweiz (IFPI)               | Gold                                                                   | 25.000   |
| Vereinigtes Königreich (BPI) | Gold                                                                   | 400.000  |
| Insgesamt                    | 5× Gold ·                                                              | 740.000  |

### Are You Ready for Love (Remix)
| Land/Region                  | Auszeichnungen für Musikverkäufe (Land/Region, Auszeichnung, Verkäufe) | Verkäufe |
| ---------------------------- | ---------------------------------------------------------------------- | -------- |
| Vereinigtes Königreich (BPI) | Platin                                                                 | 600.000  |
| Insgesamt                    | 1× Platin ·                                                            | 600.000  |

### Ghetto Gospel
| Land/Region                  | Auszeichnungen für Musikverkäufe (Land/Region, Auszeichnung, Verkäufe) | Verkäufe |
| ---------------------------- | ---------------------------------------------------------------------- | -------- |
| Australien (ARIA)            | Platin                                                                 | 70.000   |
| Dänemark (IFPI)              | Gold                                                                   | 45.000   |
| Deutschland (BVMI)           | Gold                                                                   | 150.000  |
| Neuseeland (RMNZ)            | 2× Platin                                                              | 60.000   |
| Vereinigtes Königreich (BPI) | Platin                                                                 | 600.000  |
| Insgesamt                    | 2× Gold · 4× Platin ·                                                  | 925.000  |

### Tiny Dancer (Hold Me Closer)(Ironik feat. Chipmunk & Elton John)
| Land/Region                  | Auszeichnungen für Musikverkäufe (Land/Region, Auszeichnung, Verkäufe) | Verkäufe |
| ---------------------------- | ---------------------------------------------------------------------- | -------- |
| Vereinigtes Königreich (BPI) | Silber                                                                 | 200.000  |
| Insgesamt                    | 1× Silber ·                                                            | 200.000  |

### All of the Lights
| Land/Region                  | Auszeichnungen für Musikverkäufe (Land/Region, Auszeichnung, Verkäufe) | Verkäufe  |
| ---------------------------- | ---------------------------------------------------------------------- | --------- |
| Australien (ARIA)            | 2× Platin                                                              | 140.000   |
| Brasilien (PMB)              | Gold                                                                   | 30.000    |
| Dänemark (IFPI)              | Platin                                                                 | 90.000    |
| Deutschland (BVMI)           | Gold                                                                   | 150.000   |
| Italien (FIMI)               | Gold                                                                   | 50.000    |
| Neuseeland (RMNZ)            | 4× Platin                                                              | 120.000   |
| Vereinigte Staaten (RIAA)    | 7× Platin                                                              | 7.000.000 |
| Vereinigtes Königreich (BPI) | 2× Platin                                                              | 1.200.000 |
| Insgesamt                    | 3× Gold · 16× Platin ·                                                 | 8.780.000 |

### Cold Heart (Pnau Remix)
| Land/Region                  | Auszeichnungen für Musikverkäufe (Land/Region, Auszeichnung, Verkäufe) | Verkäufe   |
| ---------------------------- | ---------------------------------------------------------------------- | ---------- |
| Australien (ARIA)            | 15× Platin                                                             | 1.050.000  |
| Brasilien (PMB)              | 3× Diamant                                                             | 480.000    |
| Dänemark (IFPI)              | 3× Platin                                                              | 270.000    |
| Deutschland (BVMI)           | 3× Gold                                                                | 600.000    |
| Finnland (IFPI)              | 3× Platin                                                              | 120.000    |
| Frankreich (SNEP)            | Diamant                                                                | 333.333    |
| Griechenland (IFPI)          | 3× Platin                                                              | 60.000     |
| Italien (FIMI)               | 4× Platin                                                              | 400.000    |
| Kanada (MC)                  | Diamant                                                                | 800.000    |
| Mexiko (AMPROFON)            | 5× Gold                                                                | 350.000    |
| Neuseeland (RMNZ)            | 9× Platin                                                              | 270.000    |
| Norwegen (IFPI)              | 2× Platin                                                              | 120.000    |
| Österreich (IFPI)            | 4× Platin                                                              | 120.000    |
| Polen (ZPAV)                 | Diamant                                                                | 250.000    |
| Portugal (AFP)               | 6× Platin                                                              | 60.000     |
| Schweden (IFPI)              | 3× Platin                                                              | 240.000    |
| Schweiz (IFPI)               | Gold                                                                   | 10.000     |
| Spanien (Promusicae)         | 6× Platin                                                              | 360.000    |
| Vereinigte Staaten (RIAA)    | 4× Platin                                                              | 4.000.000  |
| Vereinigtes Königreich (BPI) | 4× Platin                                                              | 2.400.000  |
| Insgesamt                    | 3× Gold · 69× Platin · 6× Diamant ·                                    | 12.293.333 |

### Merry Christmas
| Land/Region                  | Auszeichnungen für Musikverkäufe (Land/Region, Auszeichnung, Verkäufe) | Verkäufe  |
| ---------------------------- | ---------------------------------------------------------------------- | --------- |
| Dänemark (IFPI)              | Platin                                                                 | 90.000    |
| Deutschland (BVMI)           | Gold                                                                   | 200.000   |
| Frankreich (SNEP)            | Gold                                                                   | 100.000   |
| Italien (FIMI)               | Gold                                                                   | 50.000    |
| Kanada (MC)                  | Gold                                                                   | 40.000    |
| Neuseeland (RMNZ)            | Gold                                                                   | 15.000    |
| Österreich (IFPI)            | 2× Platin                                                              | 60.000    |
| Polen (ZPAV)                 | Platin                                                                 | 50.000    |
| Schweiz (IFPI)               | Platin                                                                 | 20.000    |
| Vereinigte Staaten (RIAA)    | Gold                                                                   | 500.000   |
| Vereinigtes Königreich (BPI) | Platin                                                                 | 600.000   |
| Insgesamt                    | 6× Gold · 6× Platin ·                                                  | 1.725.000 |

### Hold Me Closer
| Land/Region                  | Auszeichnungen für Musikverkäufe (Land/Region, Auszeichnung, Verkäufe) | Verkäufe  |
| ---------------------------- | ---------------------------------------------------------------------- | --------- |
| Australien (ARIA)            | Gold                                                                   | 35.000    |
| Belgien (BRMA)               | Gold                                                                   | 20.000    |
| Brasilien (PMB)              | Gold                                                                   | 20.000    |
| Dänemark (IFPI)              | Platin                                                                 | 90.000    |
| Frankreich (SNEP)            | Platin                                                                 | 200.000   |
| Italien (FIMI)               | Platin                                                                 | 100.000   |
| Kanada (MC)                  | Gold                                                                   | 40.000    |
| Österreich (IFPI)            | Platin                                                                 | 30.000    |
| Polen (ZPAV)                 | Platin                                                                 | 50.000    |
| Schweiz (IFPI)               | Gold                                                                   | 10.000    |
| Spanien (Promusicae)         | Platin                                                                 | 60.000    |
| Vereinigte Staaten (RIAA)    | Platin                                                                 | 1.000.000 |
| Vereinigtes Königreich (BPI) | Platin                                                                 | 600.000   |
| Insgesamt                    | 5× Gold · 8× Platin ·                                                  | 2.255.000 |

### Sausage Rolls for Everyone
| Land/Region                  | Auszeichnungen für Musikverkäufe (Land/Region, Auszeichnung, Verkäufe) | Verkäufe |
| ---------------------------- | ---------------------------------------------------------------------- | -------- |
| Vereinigtes Königreich (BPI) | —                                                                      | 136.000  |
| Insgesamt                    | —                                                                      | 136.000  |

## Auszeichnungen nach Liedern

### Mona Lisas and Mad Hatters
| Land/Region               | Auszeichnungen für Musikverkäufe (Land/Region, Auszeichnung, Verkäufe) | Verkäufe |
| ------------------------- | ---------------------------------------------------------------------- | -------- |
| Vereinigte Staaten (RIAA) | Gold                                                                   | 500.000  |
| Insgesamt                 | 1× Gold ·                                                              | 500.000  |

## Auszeichnungen nach Videoalben

### Live World Tour 1992
| Land/Region               | Auszeichnungen für Musikverkäufe (Land/Region, Auszeichnung, Verkäufe) | Verkäufe |
| ------------------------- | ---------------------------------------------------------------------- | -------- |
| Argentinien (CAPIF)       | Platin                                                                 | 8.000    |
| Australien (ARIA)         | 2× Platin                                                              | 30.000   |
| Brasilien (PMB)           | Gold                                                                   | 50.000   |
| Vereinigte Staaten (RIAA) | Gold                                                                   | 50.000   |
| Insgesamt                 | 2× Gold · 3× Platin ·                                                  | 138.000  |

### Greatest Hits 1970–2002
| Land/Region     | Auszeichnungen für Musikverkäufe (Land/Region, Auszeichnung, Verkäufe) | Verkäufe |
| --------------- | ---------------------------------------------------------------------- | -------- |
| Brasilien (PMB) | Gold                                                                   | 50.000   |
| Insgesamt       | 1× Gold ·                                                              | 50.000   |

### One Night Only – The Greatest Hits
| Land/Region                  | Auszeichnungen für Musikverkäufe (Land/Region, Auszeichnung, Verkäufe) | Verkäufe |
| ---------------------------- | ---------------------------------------------------------------------- | -------- |
| Australien (ARIA)            | 4× Platin                                                              | 60.000   |
| Brasilien (PMB)              | Platin                                                                 | 50.000   |
| Neuseeland (RMNZ)            | Platin                                                                 | 5.000    |
| Schweiz (IFPI)               | Gold                                                                   | 3.000    |
| Vereinigte Staaten (RIAA)    | Platin                                                                 | 100.000  |
| Vereinigtes Königreich (BPI) | Gold                                                                   | 25.000   |
| Insgesamt                    | 2× Gold · 7× Platin ·                                                  | 243.000  |

### Dream Ticket
| Land/Region               | Auszeichnungen für Musikverkäufe (Land/Region, Auszeichnung, Verkäufe) | Verkäufe  |
| ------------------------- | ---------------------------------------------------------------------- | --------- |
| Kanada (MC)               | Platin                                                                 | 10.000    |
| Vereinigte Staaten (RIAA) | 12× Platin                                                             | 1.200.000 |
| Insgesamt                 | 13× Platin ·                                                           | 1.210.000 |

### Elton 60 – Live at Madison Square Garden
| Land/Region               | Auszeichnungen für Musikverkäufe (Land/Region, Auszeichnung, Verkäufe) | Verkäufe |
| ------------------------- | ---------------------------------------------------------------------- | -------- |
| Australien (ARIA)         | Gold                                                                   | 7.500    |
| Brasilien (PMB)           | Platin                                                                 | 30.000   |
| Vereinigte Staaten (RIAA) | 3× Platin                                                              | 300.000  |
| Insgesamt                 | 1× Gold · 4× Platin ·                                                  | 337.500  |

### The Red Piano
| Land/Region               | Auszeichnungen für Musikverkäufe (Land/Region, Auszeichnung, Verkäufe) | Verkäufe |
| ------------------------- | ---------------------------------------------------------------------- | -------- |
| Vereinigte Staaten (RIAA) | 2× Platin                                                              | 200.000  |
| Insgesamt                 | 2× Platin ·                                                            | 200.000  |

### #1s Rocket Man
| Land/Region               | Auszeichnungen für Musikverkäufe (Land/Region, Auszeichnung, Verkäufe) | Verkäufe |
| ------------------------- | ---------------------------------------------------------------------- | -------- |
| Vereinigte Staaten (RIAA) | 2× Platin                                                              | 200.000  |
| Insgesamt                 | 2× Platin ·                                                            | 200.000  |

### Goodbye Yellow Brick Road
| Land/Region       | Auszeichnungen für Musikverkäufe (Land/Region, Auszeichnung, Verkäufe) | Verkäufe |
| ----------------- | ---------------------------------------------------------------------- | -------- |
| Australien (ARIA) | Gold                                                                   | 7.500    |
| Insgesamt         | 1× Gold ·                                                              | 7.500    |

### From Russia With Elton
| Land/Region       | Auszeichnungen für Musikverkäufe (Land/Region, Auszeichnung, Verkäufe) | Verkäufe |
| ----------------- | ---------------------------------------------------------------------- | -------- |
| Australien (ARIA) | Gold                                                                   | 7.500    |
| Insgesamt         | 1× Gold ·                                                              | 7.500    |

## Auszeichnungen nach Autorenbeteiligungen und Produktionen

### Your Song (Ellie Goulding)
| Land/Region                  | Auszeichnungen für Musikverkäufe (Land/Region, Auszeichnung, Verkäufe) | Verkäufe  |
| ---------------------------- | ---------------------------------------------------------------------- | --------- |
| Brasilien (PMB)              | Gold                                                                   | 30.000    |
| Dänemark (IFPI)              | Gold                                                                   | 45.000    |
| Norwegen (IFPI)              | Platin                                                                 | 10.000    |
| Vereinigte Staaten (RIAA)    | Gold                                                                   | 500.000   |
| Vereinigtes Königreich (BPI) | 2× Platin                                                              | 1.300.000 |
| Insgesamt                    | 3× Gold · 3× Platin ·                                                  | 1.885.000 |

### Circle of Life (Carmen Twillie)
| Land/Region                  | Auszeichnungen für Musikverkäufe (Land/Region, Auszeichnung, Verkäufe) | Verkäufe |
| ---------------------------- | ---------------------------------------------------------------------- | -------- |
| Vereinigtes Königreich (BPI) | Silber                                                                 | 200.000  |
| Insgesamt                    | 1× Silber ·                                                            | 200.000  |

### Can You Feel the Love Tonight (Ernie Sabella & Joseph Williams)
| Land/Region                  | Auszeichnungen für Musikverkäufe (Land/Region, Auszeichnung, Verkäufe) | Verkäufe |
| ---------------------------- | ---------------------------------------------------------------------- | -------- |
| Vereinigtes Königreich (BPI) | Silber                                                                 | 200.000  |
| Insgesamt                    | 1× Silber ·                                                            | 200.000  |

## Statistik und Quellen
| Land/RegionAuszeichnungen für Musikverkäufe (Land/Region, Auszeichnungen, Verkäufe, Quellen) | Silber       | Gold         | Platin         | Diamant       | Verkäufe     | Quellen |
| -------------------------------------------------------------------------------------------- | ------------ | ------------ | -------------- | ------------- | ------------ | --- |
| Argentinien (CAPIF)                                                                          | —            | —            | 4× Platin4     | —             | 188.000      | capif.org.ar (Memento vom 6. Juli 2011 im Internet Archive) AR2 (Memento vom 31. Mai 2011 im Internet Archive) |
| Australien (ARIA)                                                                            | —            | 11× Gold11   | 89× Platin89   | —             | 6.227.500    | aria.com.au |
| Belgien (BRMA)                                                                               | —            | 7× Gold7     | 14× Platin14   | —             | 910.000      | ultratop.be |
| Brasilien (PMB)                                                                              | —            | 11× Gold11   | 5× Platin5     | 3× Diamant3   | 1.610.000    | pro-musicabr.org.br                                                                                            |
| Chile (IFPI)                                                                                 | —            | —            | Platin1        | —             | 25.000       | Einzelnachweise                                                                                                |
| Dänemark (IFPI)                                                                              | —            | 10× Gold10   | 19× Platin19   | —             | 1.815.000    | ifpi.dk |
| Deutschland (BVMI)                                                                           | —            | 13× Gold13   | 18× Platin18   | —             | 11.800.000   | musikindustrie.de                                                                                              |
| Europa (IFPI)                                                                                | —            | —            | 20× Platin20   | —             | (20.000.000) | ifpi.org (Memento vom 1. Januar 2014 im Internet Archive)                                                      |
| Finnland (IFPI)                                                                              | —            | 3× Gold3     | 5× Platin5     | —             | 302.481      | ifpi.fi |
| Frankreich (SNEP)                                                                            | 4× Silber4   | 15× Gold15   | 9× Platin9     | 3× Diamant3   | 7.464.333    | infodisc.fr snepmusique.com                                                                                    |
| Griechenland (IFPI)                                                                          | —            | —            | 3× Platin3     | —             | 60.000       | Einzelnachweise                                                                                                |
| Hongkong (IFPI/HKRIA)                                                                        | —            | Gold1        | 3× Platin3     | —             | 70.000       | ifpihk.org |
| Indonesien (ASIRI)                                                                           | —            | 2× Gold2     | —              | —             | 50.000       | Einzelnachweise                                                                                                |
| Irland (IRMA)                                                                                | —            | —            | Platin1        | —             | 15.000       | irishcharts.ie                                                                                                 |
| Italien (FIMI)                                                                               | —            | 10× Gold10   | 14× Platin14   | —             | 3.020.000    | fimi.it |
| Japan (RIAJ)                                                                                 | —            | 7× Gold7     | 5× Platin5     | —             | 1.250.000    | riaj.or.jp |
| Kanada (MC)                                                                                  | —            | 13× Gold13   | 51× Platin51   | 3× Diamant3   | 8.173.000    | musiccanada.com                                                                                                |
| Mexiko (AMPROFON)                                                                            | —            | 4× Gold4     | 2× Platin2     | —             | 650.000      | amprofon.com.mx                                                                                                |
| Neuseeland (RMNZ)                                                                            | —            | 6× Gold6     | 118× Platin118 | —             | 2.607.500    | aotearoamusiccharts.co.nz NZ2 (Memento vom 24. Juli 2011 im Internet Archive) NZ3 NZ4                          |
| Niederlande (NVPI)                                                                           | —            | 6× Gold6     | 13× Platin13   | —             | 1.405.000    | nvpi.nl |
| Norwegen (IFPI)                                                                              | —            | Gold1        | 22× Platin22   | —             | 835.000      | ifpi.no NO2 (Memento vom 5. November 2012 im Internet Archive)                                                 |
| Österreich (IFPI)                                                                            | —            | 8× Gold8     | 24× Platin24   | —             | 1.437.500    | ifpi.at |
| Polen (ZPAV)                                                                                 | —            | 2× Gold2     | 6× Platin6     | Diamant1      | 690.000      | olis.pl |
| Portugal (AFP)                                                                               | —            | —            | 7× Platin7     | —             | 100.000      | Einzelnachweise                                                                                                |
| Russland (NFPF)                                                                              | —            | —            | Platin1        | —             | 20.000       | 2m-online.ru                                                                                                   |
| Schweden (IFPI)                                                                              | —            | 6× Gold6     | 14× Platin14   | —             | 1.030.000    | sverigetopplistan.se ifpi.se                                                                                   |
| Schweiz (IFPI)                                                                               | —            | 13× Gold13   | 27× Platin27   | —             | 1.563.000    | hitparade.ch                                                                                                   |
| Spanien (Promusicae)                                                                         | —            | Gold1        | 31× Platin31   | —             | 2.290.000    | elportaldemusica.es ES2 ES3                                                                                    |
| Südafrika (RISA)                                                                             | —            | —            | Platin1        | —             | 50.000       | Einzelnachweise                                                                                                |
| Taiwan (RIT)                                                                                 | —            | —            | 2× Platin2     | —             | 100.000      | Einzelnachweise                                                                                                |
| Tschechien (IFPI)                                                                            | —            | —            | 7× Platin7     | —             | 28.000       | Einzelnachweise                                                                                                |
| Ungarn (MAHASZ)                                                                              | —            | Gold1        | —              | —             | 25.000       | slagerlistak.hu                                                                                                |
| Vereinigte Staaten (RIAA)                                                                    | —            | 26× Gold26   | 133× Platin133 | 3× Diamant3   | 162.008.000  | riaa.com |
| Vereinigtes Königreich (BPI)                                                                 | 25× Silber25 | 21× Gold21   | 82× Platin82   | —             | 53.111.000   | bpi.co.uk |
| Insgesamt                                                                                    | 29× Silber29 | 198× Gold198 | 751× Platin751 | 13× Diamant13 |              | |